# Dorpskerk (Spijkenisse)
De Dorpskerk van Spijkenisse is een laat-gotische kruiskerk in het centrum van de Nederlandse stad Spijkenisse. Het is het oudste nog bestaande gebouw van Spijkenisse, voltooid in 1521. De Dorpskerk is nog steeds in gebruik voor kerkdiensten en andere doeleinden.

## Exterieur

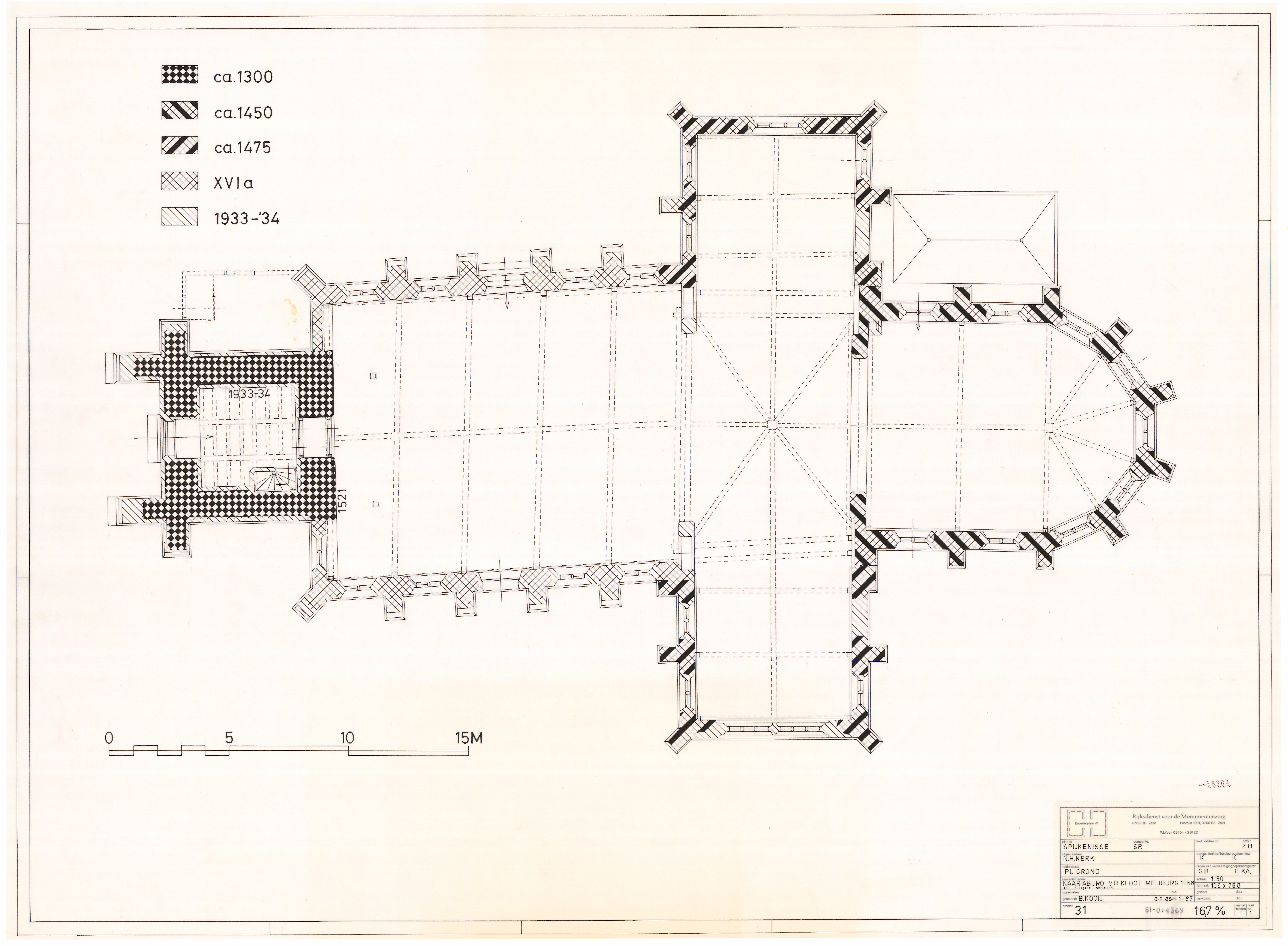
Plattegrond Dorpskerk (1988)
links/westen: toren, rechts/oosten: koor

De Dorpskerk staat op een lage terp, die omringd is door een lage kerkmuur. 

Deze kruiskerk bestaat uit:
- aan de westkant: een scheefgezakte toren uit de 13e eeuw; de vier zijden hebben elk twee hoge galmgaten in de vorm van karakteristiek gotische spitsbogen, en een klok met wijzers. Op de spits staat een windhaan; de toren is eigendom van de gemeente Nissewaard, de rest van het kerkgebouw van de Hervormde gemeente Spijkenisse
- aan de oostkant: een koor met vijfzijdige sluiting
- de langgerekte noord- en zuidzijden hebben elk:
  - een dwarsbeuk
  - een gotisch poortje met deur in geprofileerd natuurstenen omlijstingen; deze deuren worden zelden nog gebruikt; de meest waarschijnlijke verklaring voor de inkervingen in de stenen deurpost aan de zuidzijde: moeders die met een mesje poeder uitschraapte om er zalf mee te maken voor hun zieke kinderen[1]

de noordzijde heeft bovendien een aanbouw uit 1969, de consistoriekamer.
De noord-, oost- en zuidzijde hebben gotische ramen. Alle daken zijn bedekt met leisteen.

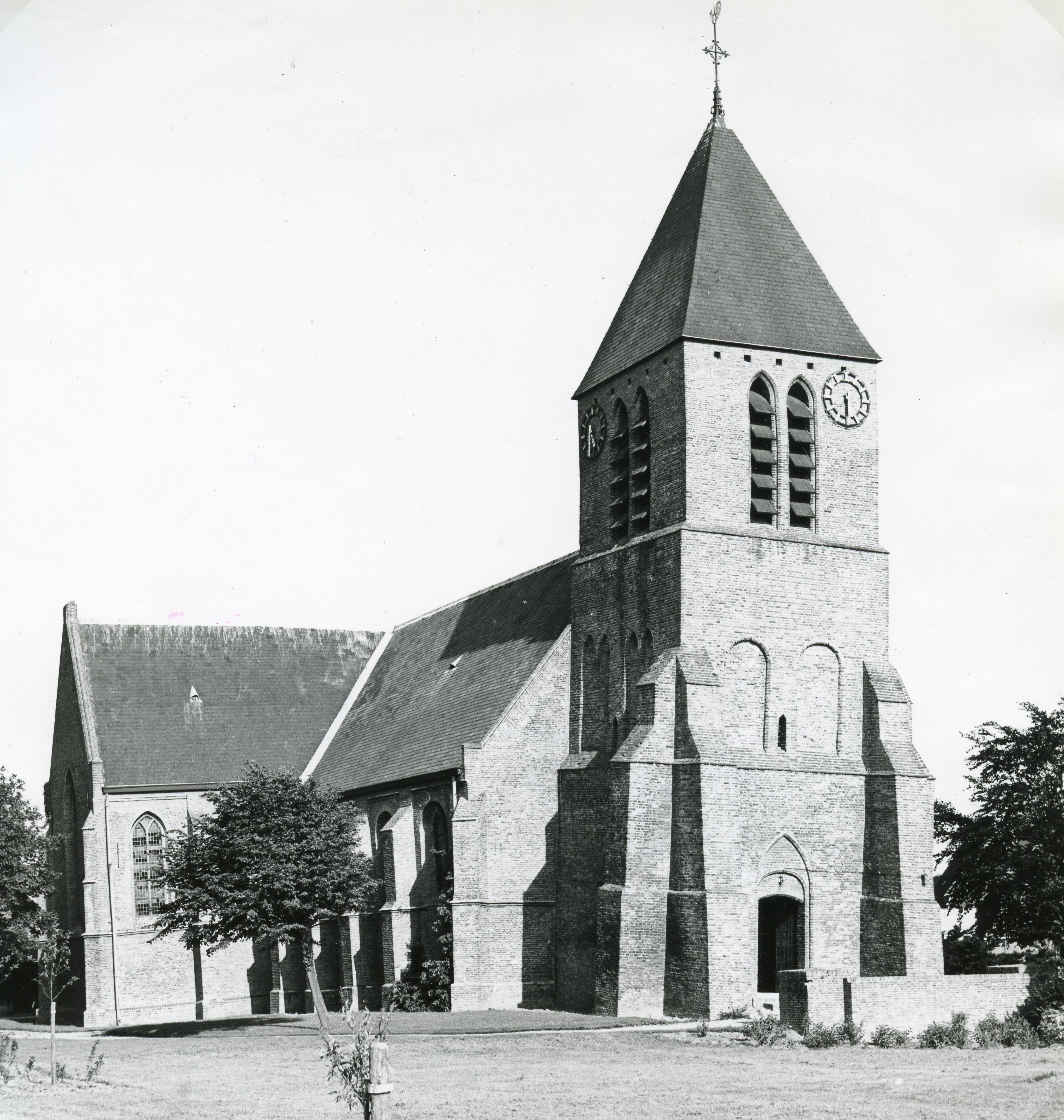
Toren, noordwest zijde
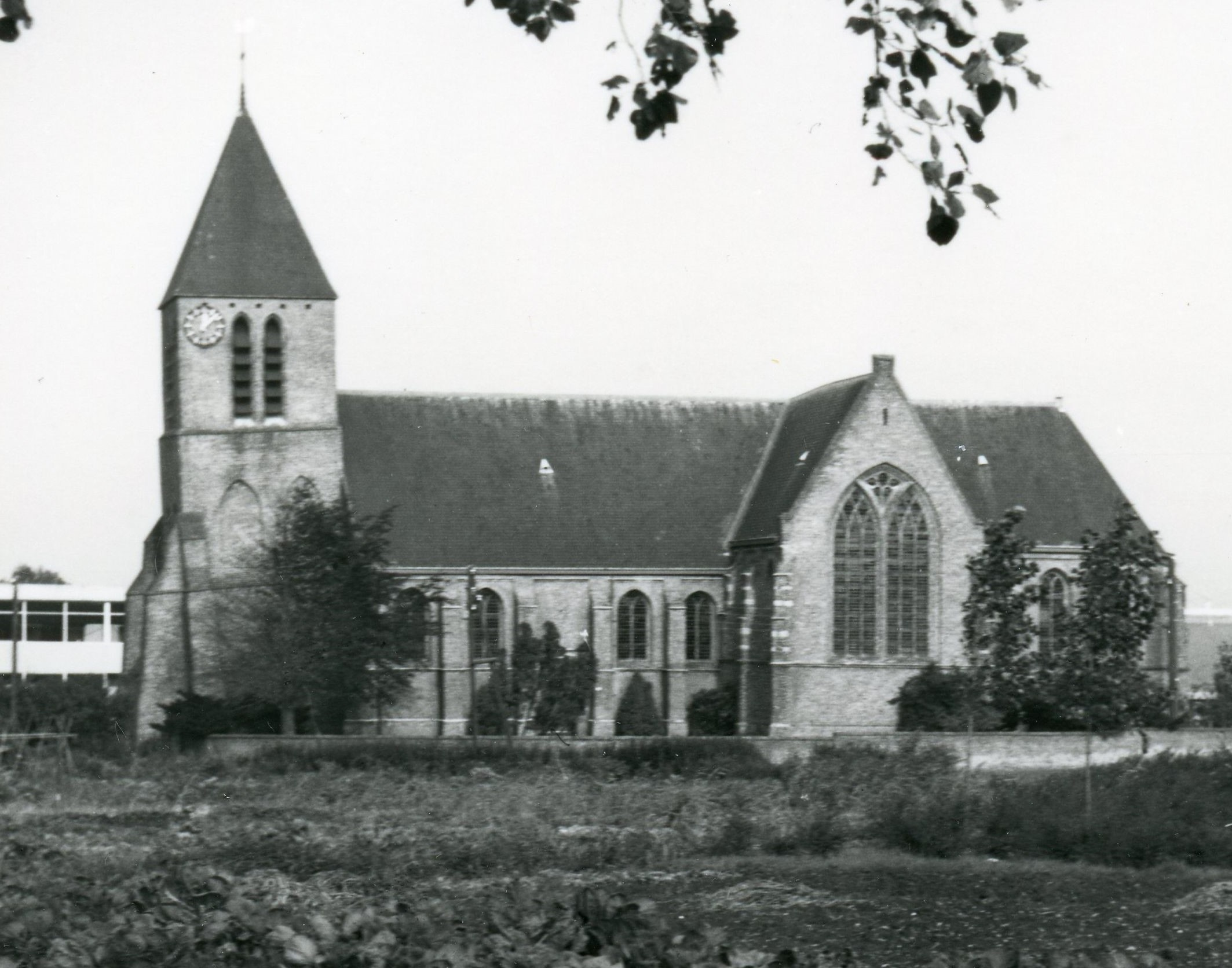
Zuidzijde met scheefgezakte toren (1964)
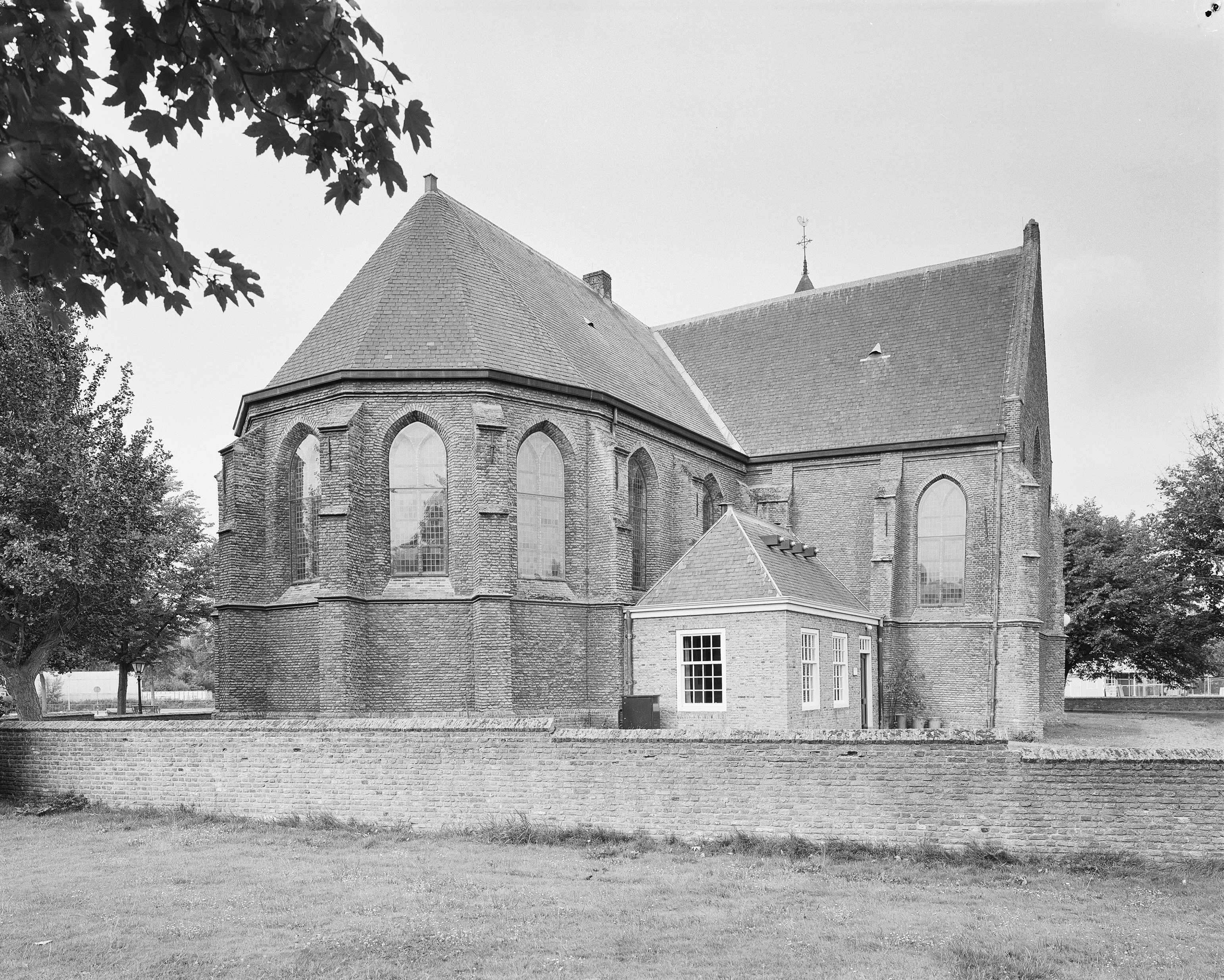
Koor, consistoriekamer en noordelijke dwarsbeuk
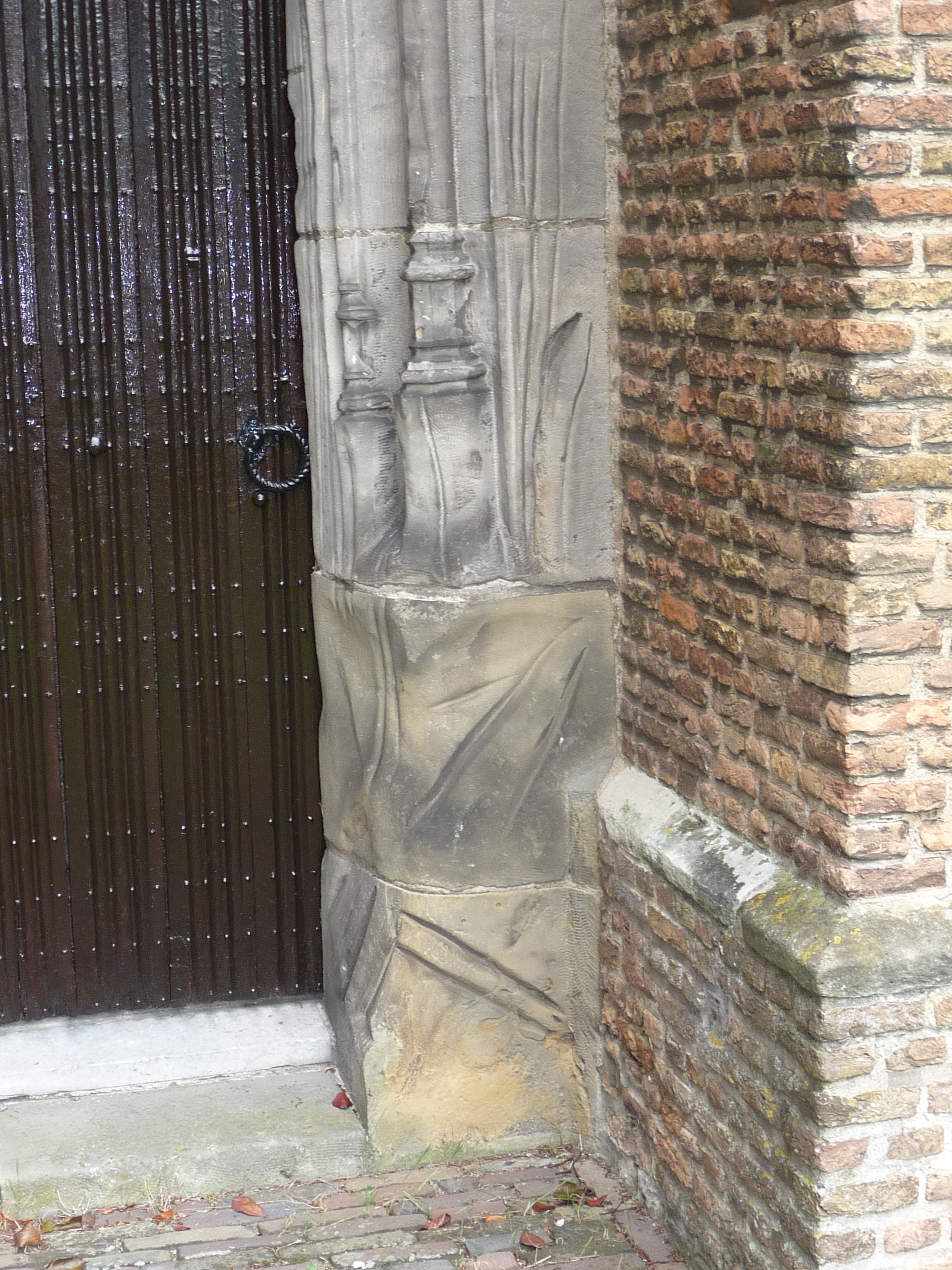
Deurpost met inkervingen

## Interieur

### Toren

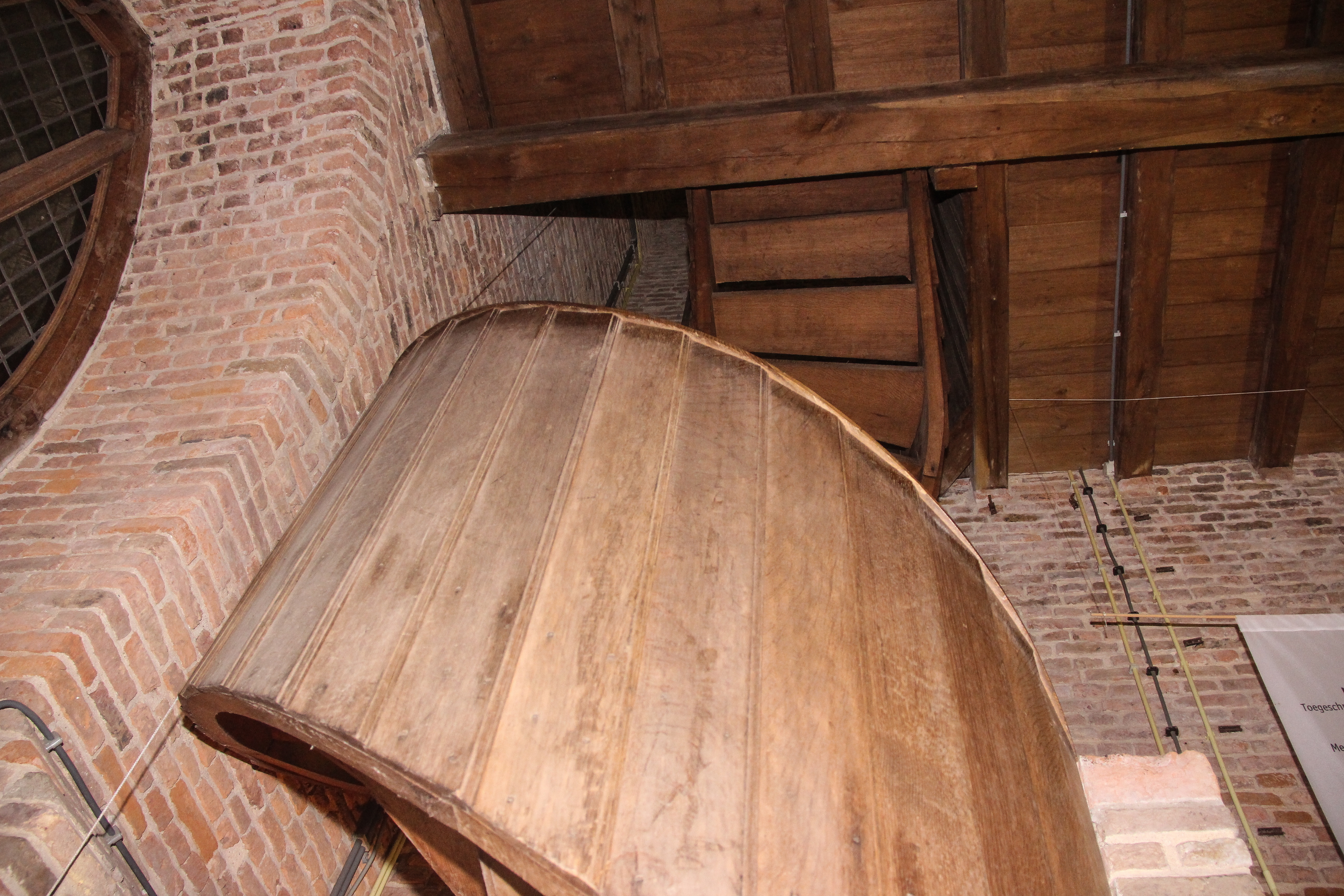
Trap in toren

De hoofdingang is in de toren. De begane grond van de toren dient als hal. Rechts is een deur die toegang geeft tot de trappen en verdiepingen.

#### Kerkklokken

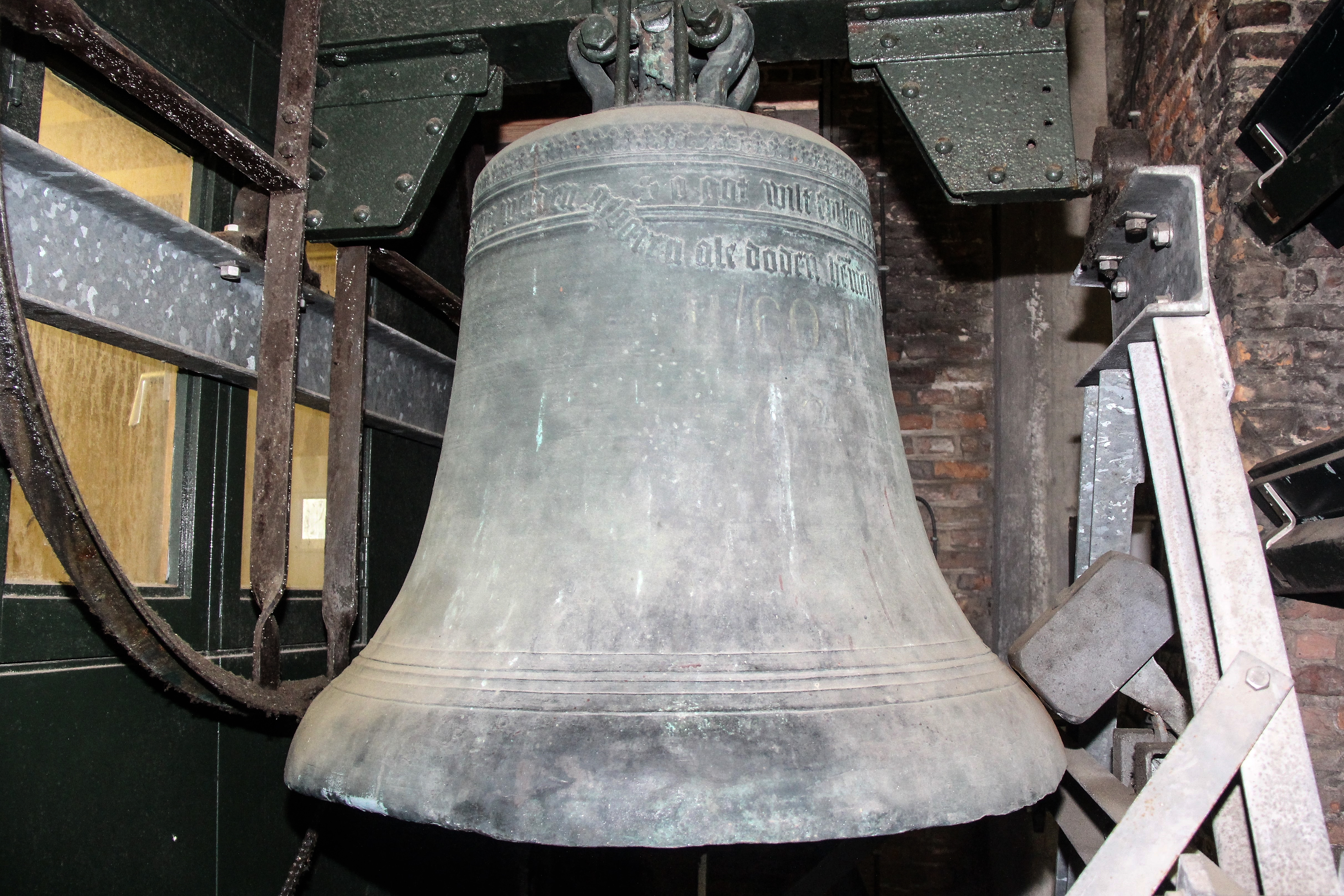
Grote kerkklok (1481) met het opschrift

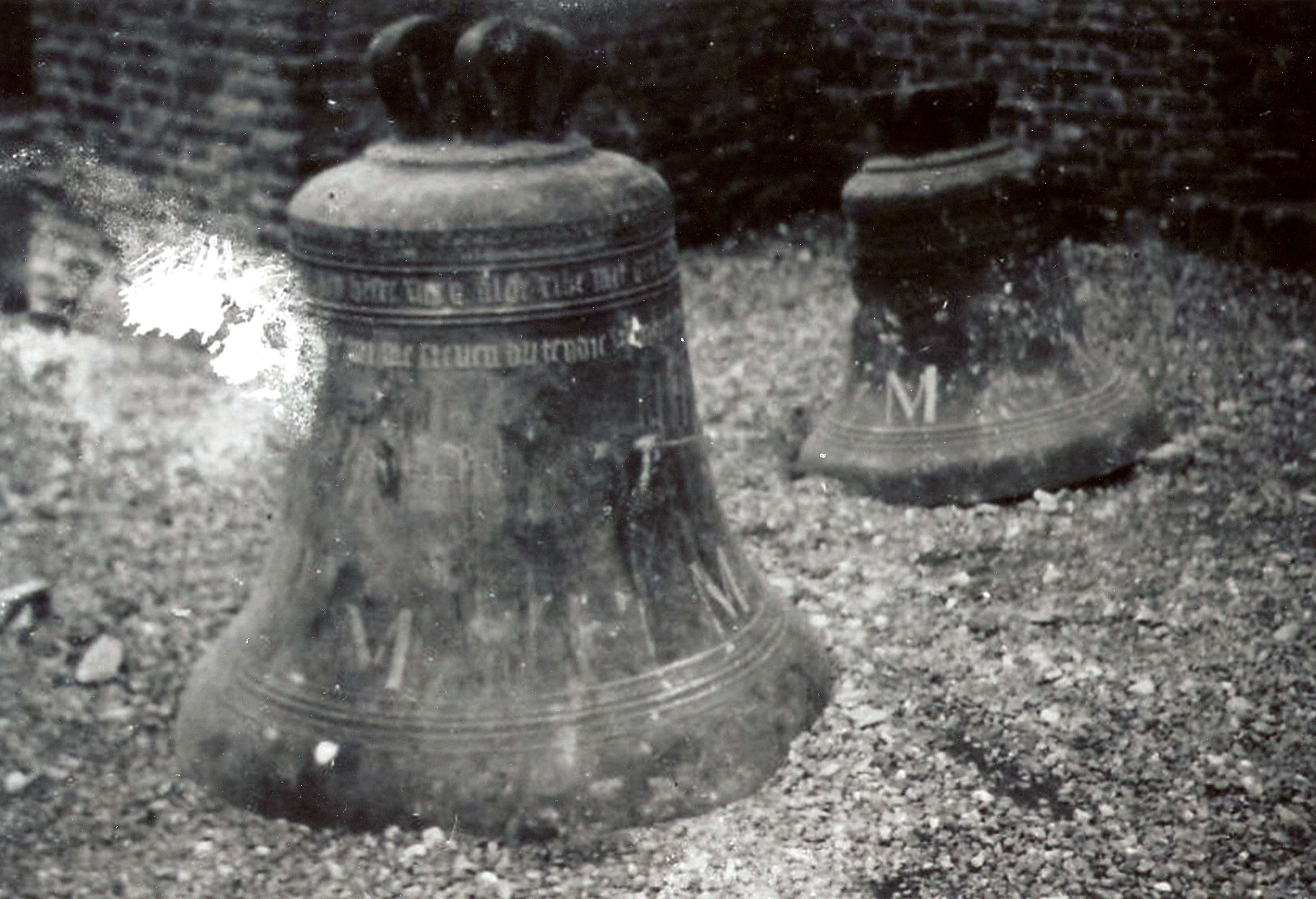
Gevorderde kerkklokken terug in 1946

Op de derde verdieping van de toren bevinden zich twee kerklokken en een carillon; de kleinste kerkklok is tevens de grootste klok in het carillon.
- De oudste klok

In 1304 kwam de eerste kerkklok in de toren te hangen. Hij had als Latijns opschrift: "Vivos voco - mortuos plango - m ccc iiii" of: "De levenden roep ik, de doden beween ik - 1304". Wellicht was deze klok een hulde van heer Nicolaas III van Putten voor het aandeel van Spijkenissers in de oorlog die hij dat jaar voerde. Heer Nicolaas deed in 1304 mee aan de strijd van de graaf van Holland tegen Vlamingen, Brabanders en enkele Zeeuwse edelen; Holland won die strijd uiteindelijk. Door metaalmoeheid barstte de klok midden 19e eeuw. In 1891 werd hij verkocht.
- De grote luidklok uit 1481

In 1481 kwam er een tweede en grotere klok, gegoten door de Utrechtse meesterklokgieter Steven Butendiic. Deze klok heeft een middellijn van 94 cm en toonhoogte "a-1". Dit is de huidige zwaarste klok, die het laagste klinkt, elk half uur de tijd aangeeft, bij begrafenissen wordt geluid en 's-zondags samen met de kleine klok de kerkgangers roept. Een randschrift vermeldt een bede voor het dorp en de klokkegieter zelf:
"o got wilt spikenes bescermen - alde rike mit den armen
al die in de prochi horen - alde na werden geboren
al(l)e doden hemelr(ij)c - mi(j) me(de) steven butendiïc - m cccclxxxï"
In hedendaags Nederlands:
"o God wil Spijkenisse beschermen - alle rijken met de armen
allen die in de parochie horen - en allen die daarna worden geboren
alle doden in het hemelrijk - ook mij, Steven Buitendijk - 1481"
- De kleine luidklok uit 1933

Tijdens de grote restauratie van 1933-1934 kwam er na tientallen jaren weer een tweede klok. Hij is gemaakt door Petit en Gebr. Edelbrock /Eijsbouts in 1933.
- De kerkklokken tijdens de Tweede Wereldoorlog

In juni 1943 werden beide klokken op last van de Duitsers uit de toren gehaald om ze te versmelten tot munitie (klokkenvordering). Later werd bekend dat schipper J. van Dijk zijn met klokken volgeladen schip niet naar Duitsland had gebracht maar bij Urk had laten zinken. Begin 1946 kwamen de klokken weer terug.

#### Carillon
Sinds de feestelijke ingebruikname op 17 september 1988 (Open Monumentendag) hangt er een carillon in de toren van de Dorpskerk. Hij werd gerealiseerd door de Stichting Oud & Nieuw Spijkenisse, die vanaf 1987 de publieke ruimte in Spijkenisse verfraaide. Vele Spijkenissers en bedrijven uit de omgeving droegen hun steentje er aan bij, door bijvoorbeeld een klok of melodie te schenken. Nu speelt er automatisch overdag op het hele en halve uur een ander deuntje en op dinsdag, als er naast de kerk markt is, bespeelt een beiaardier het beiaard.

#### Mechanisch torenuurwerk
In 1902 was er elektriciteit in Spijkenisse en werd de toren voorzien van een mechanisch uurwerk. Het werd gemaakt door B. Eijsbouts, en was voorzien van elektrische opwinding.

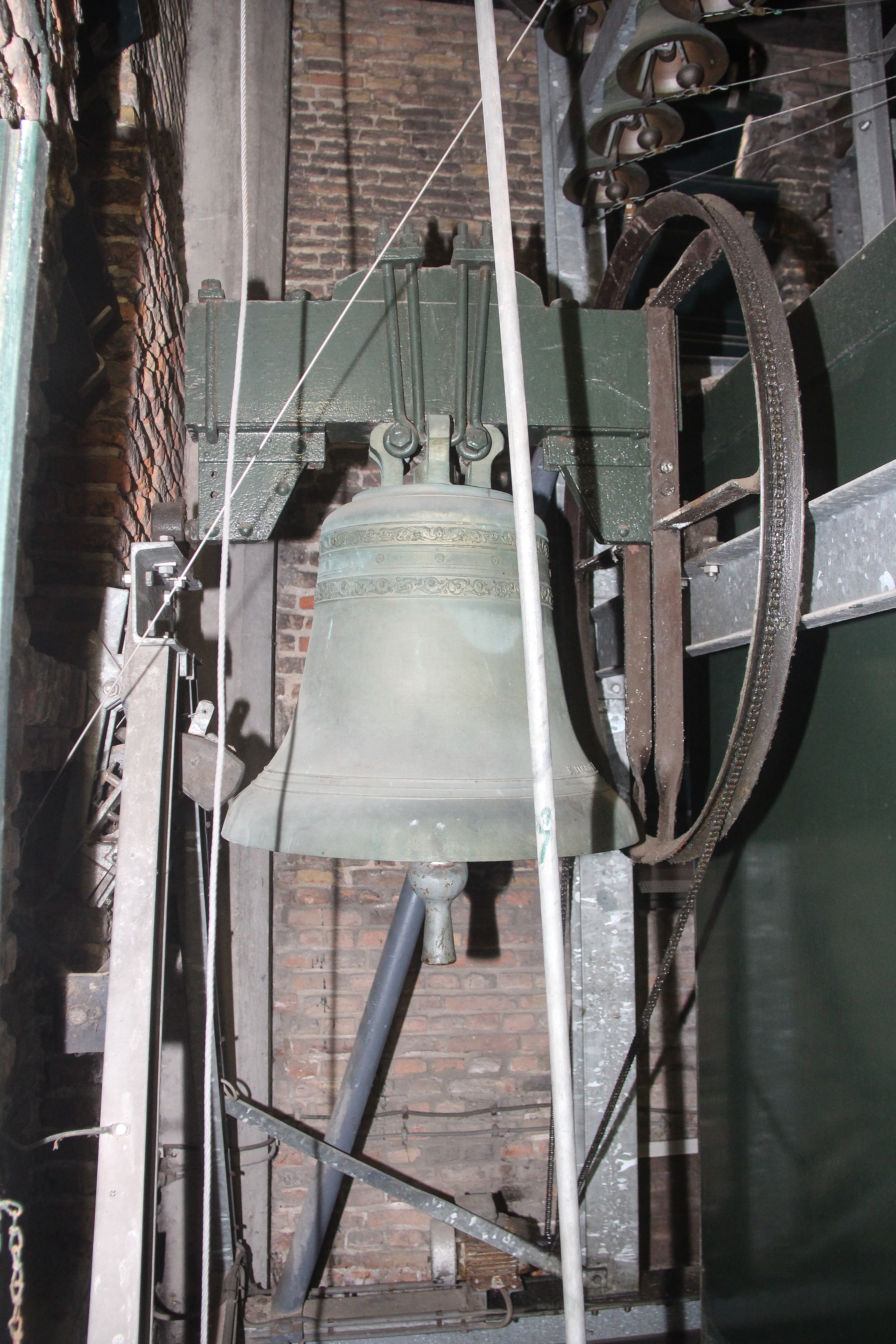
Kleine luidklok (1933) en grootste klok in carillon
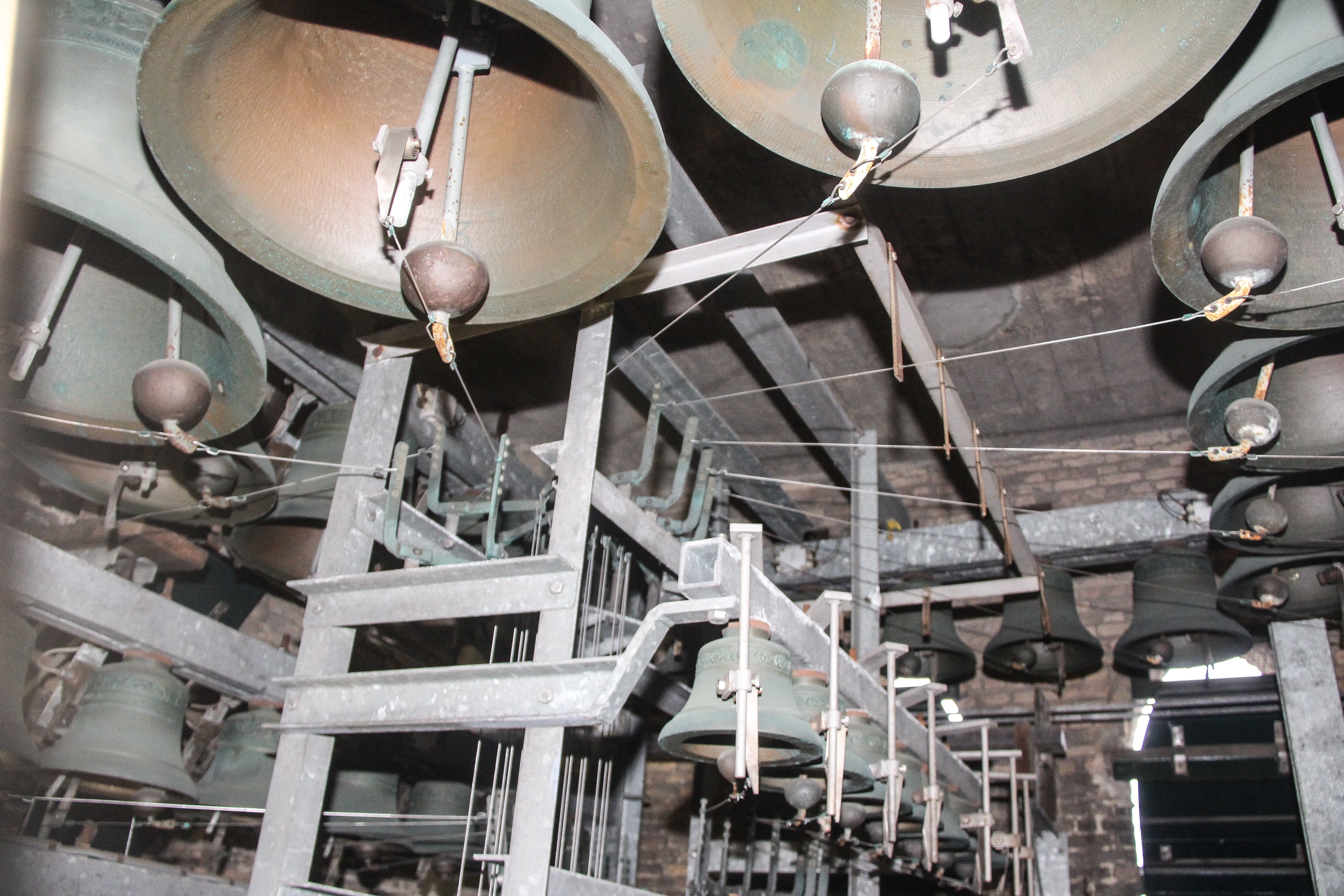
Carillon
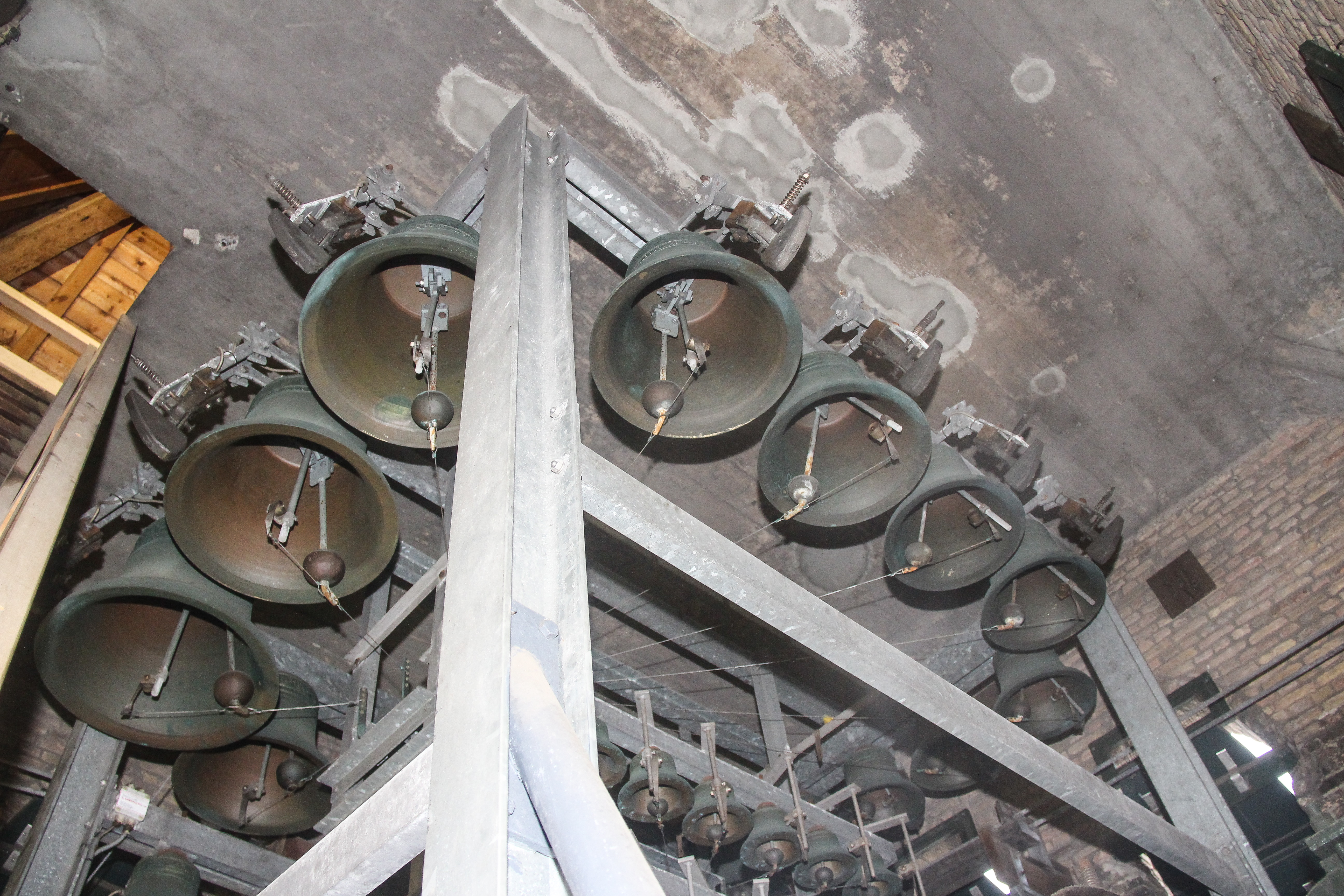
Kleine klokken van carillon

### Kerkruimte
Via een tochtportaal komt men in de kerkruimte. Het plafond is een houten spitstongewelf, de muren zijn witgepleisterd. Tegen de muur van de toren is het kerkorgel uit 1970 geplaatst.
In het midden van het middenschip zijn houten kerkbanken (uit 1933) geplaatst; aan beide zijden is er een looppad met grafstenen uit de 16e en 17e eeuw. Ook in de beide zijbeuken staan houten kerkbanken. In de noordelijke zijbeuk staat achterin een herenbank, vooraan staat een rij kerkeraadsbanken uit 1618. Ook de preekstoel is in 1618 aangeschaft: na de Reformatie waren die allemaal nodig omdat zij niet in katholieke kerken voorkomen en wel in protestante kerken gebruikt worden. De preekstoel heeft in 1737 een koperen lessenaar gekregen en ook het doophek stamt uit de 19e eeuw. Het stenen doopvont is uit 1969.

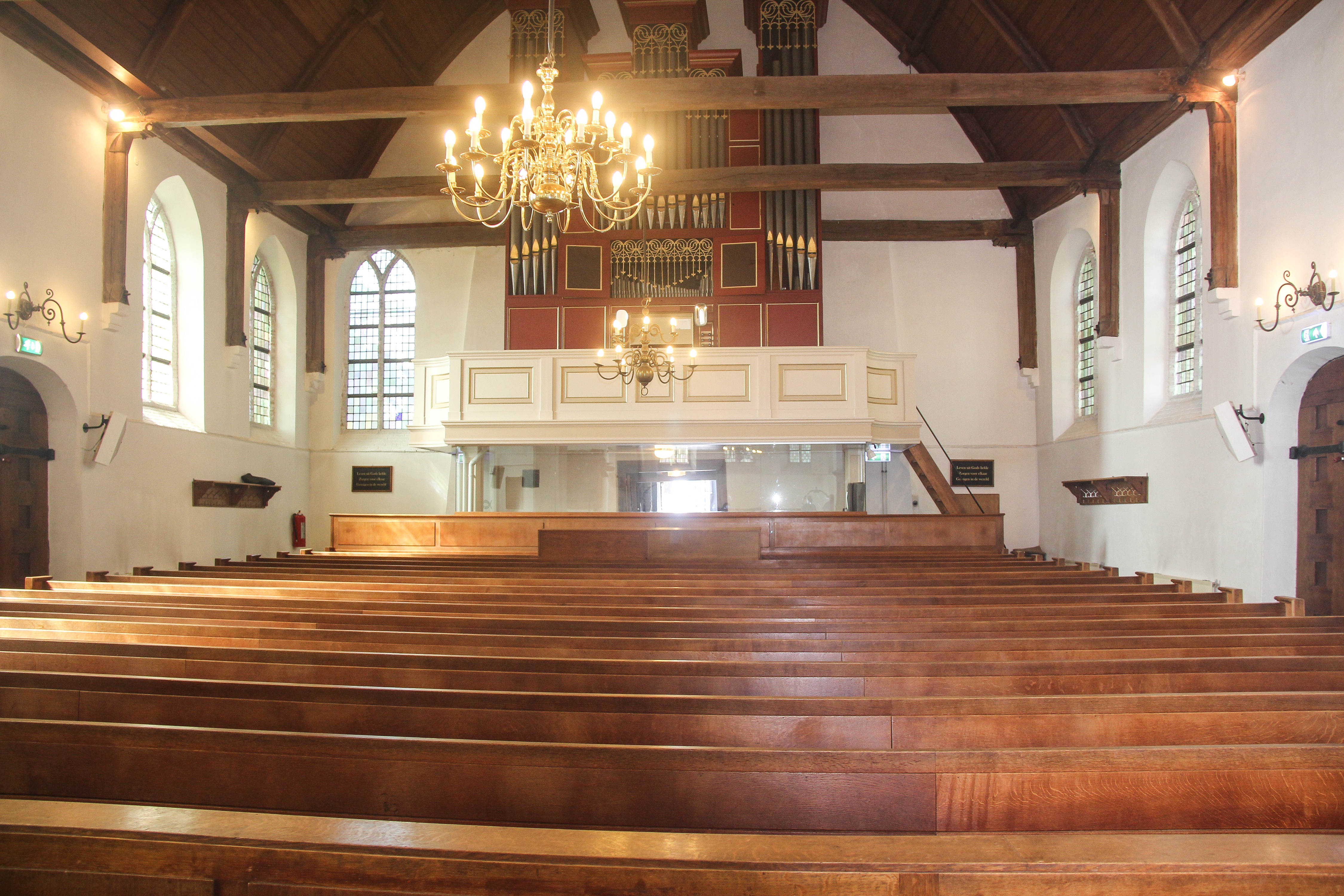
Gezicht op de westzijde met kerkbanken en achterin het orgel
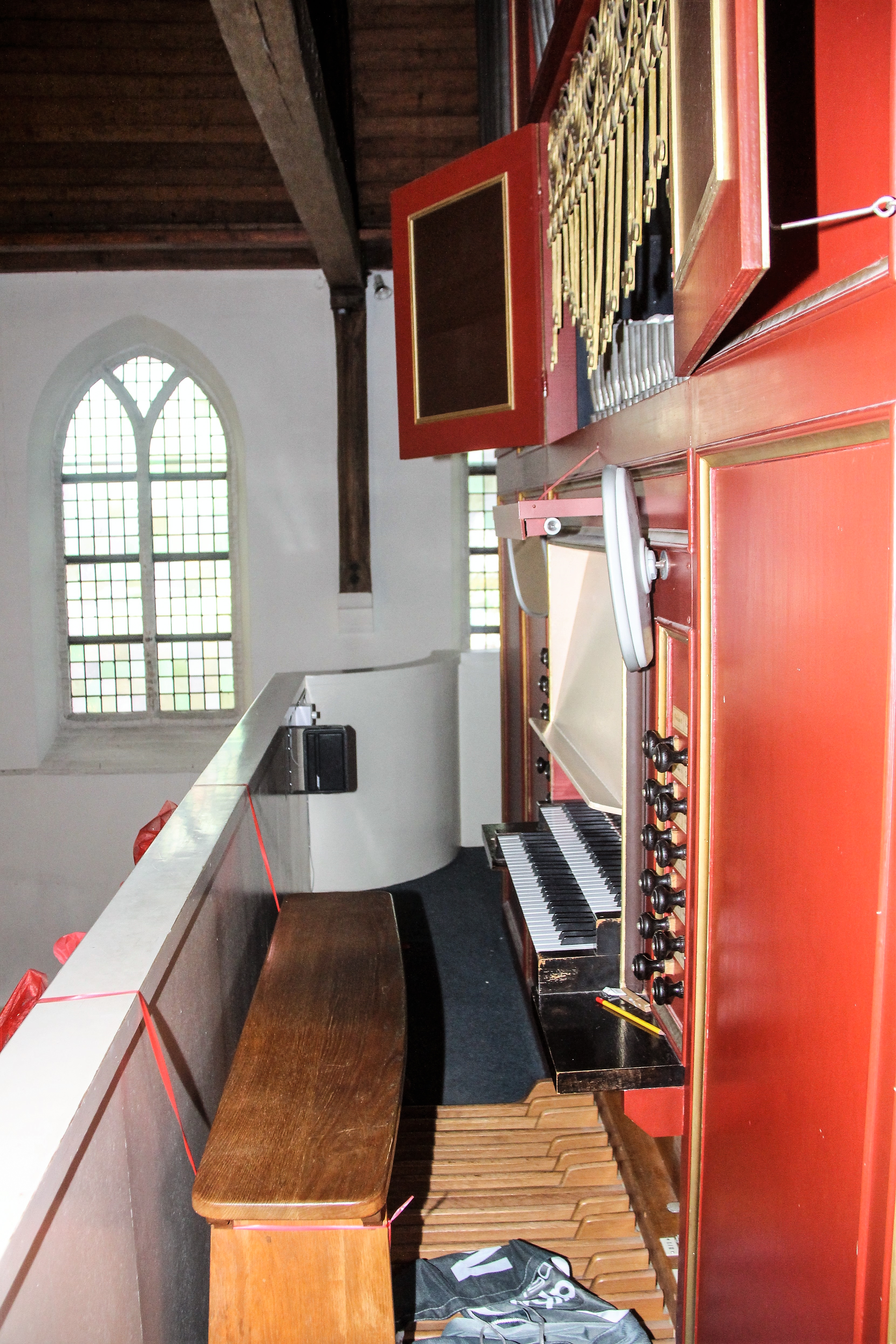
Het kerkorgel
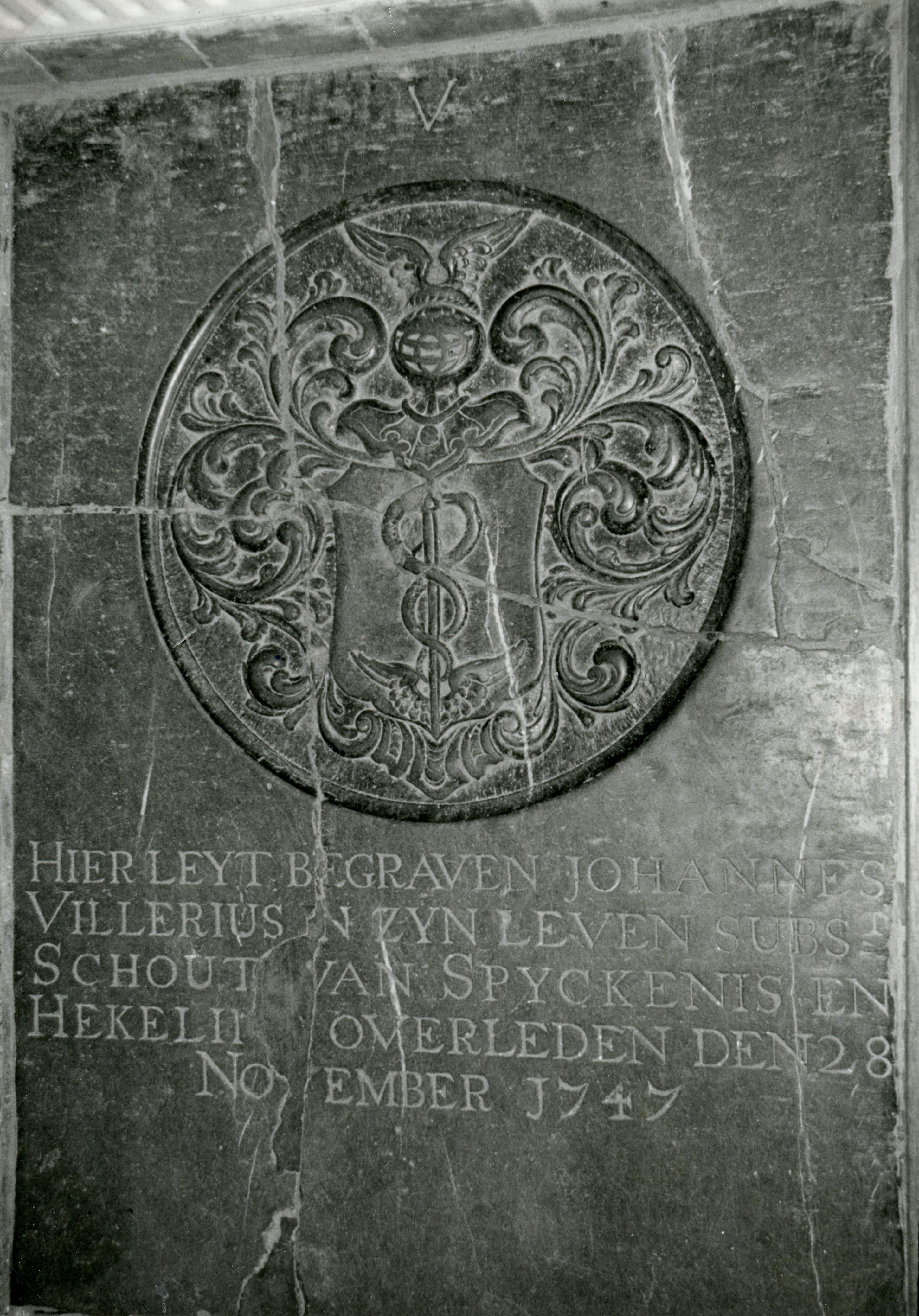
Een van de grafzerken in de kerk: Johannes Villerius (1747)
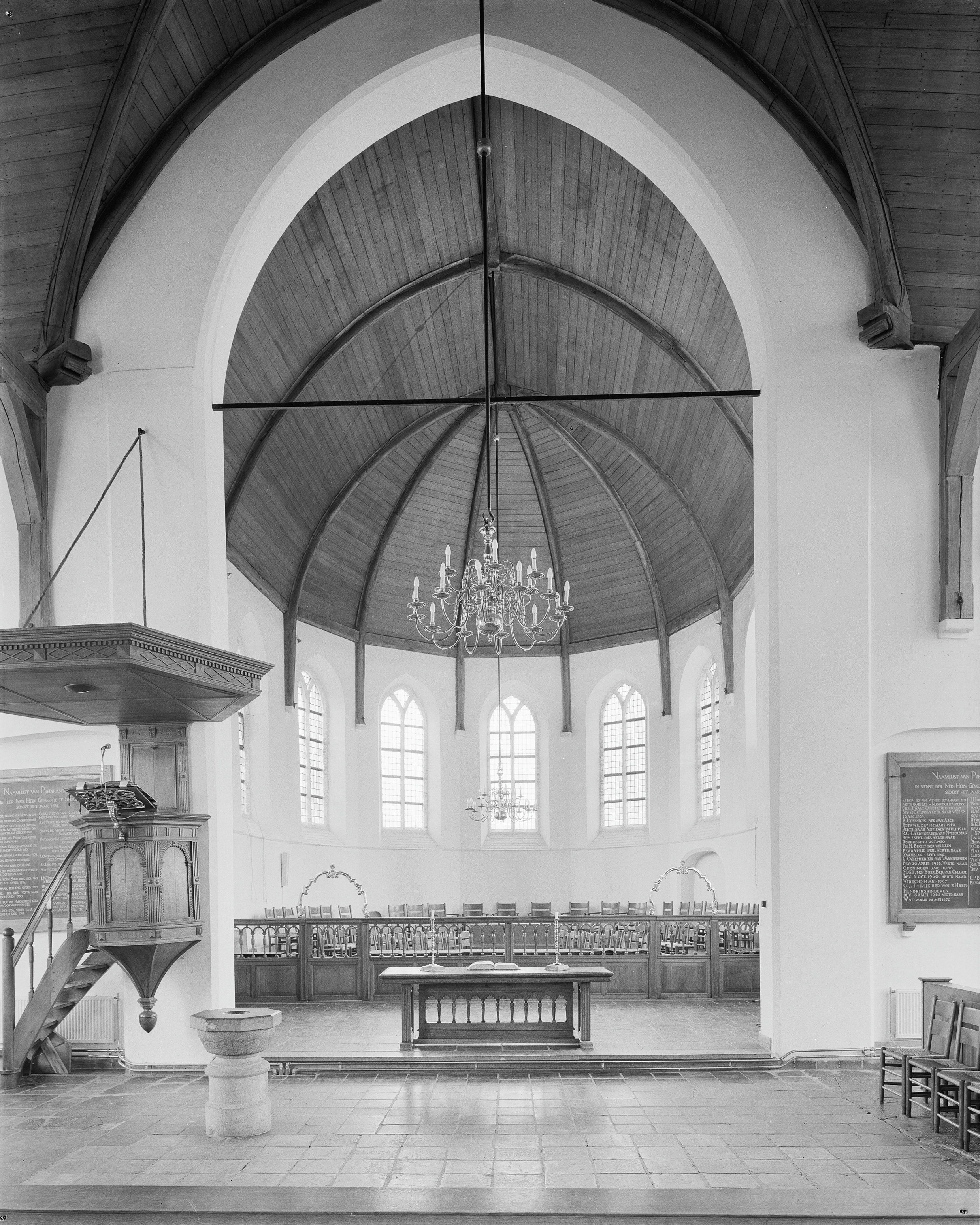
Koor met vooraan preekstoel, doopvont en avondmaalstafel en daarachter het koorhek
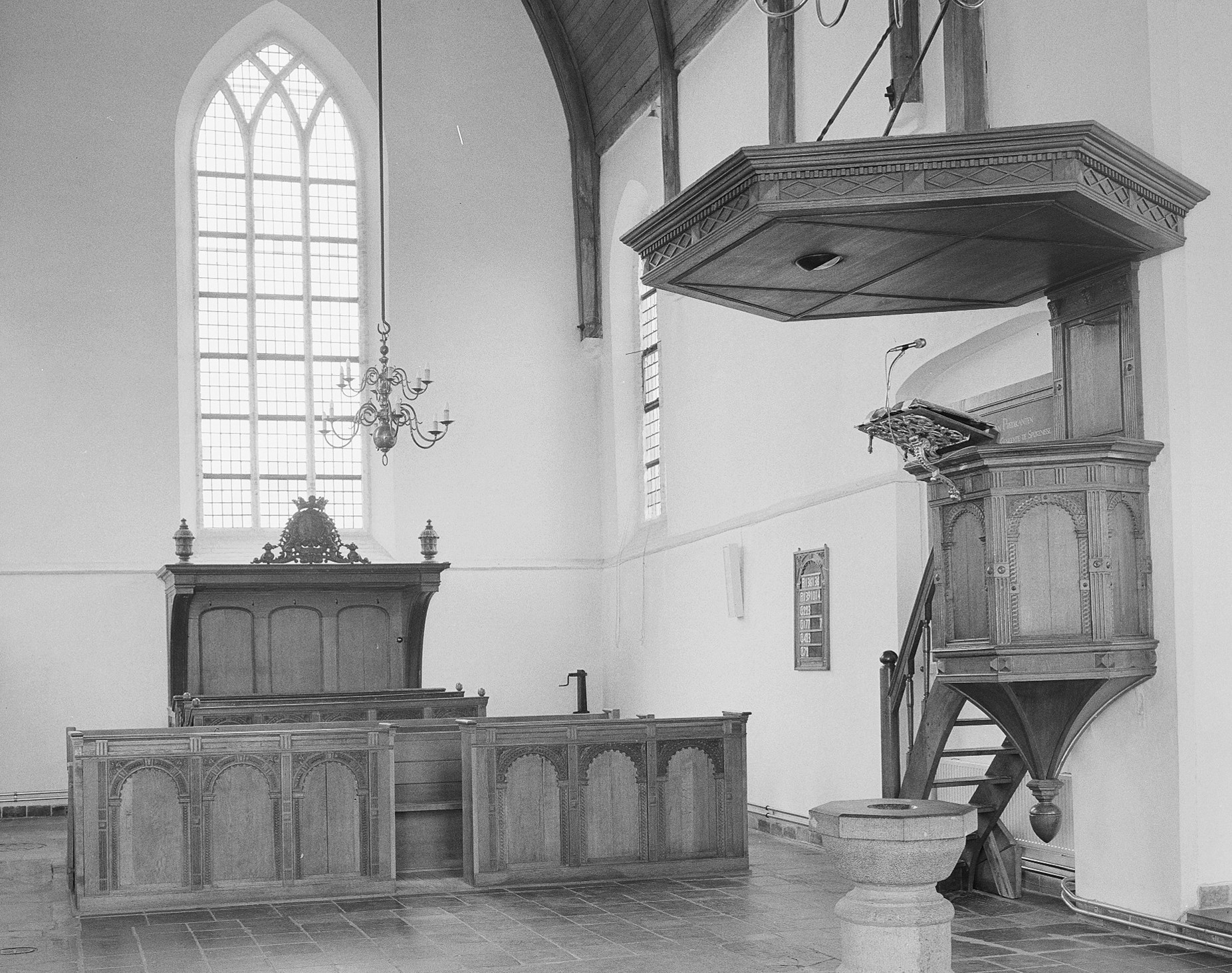
Noorderdwarsbeuk met kerkeraadsbanken en preekstoel
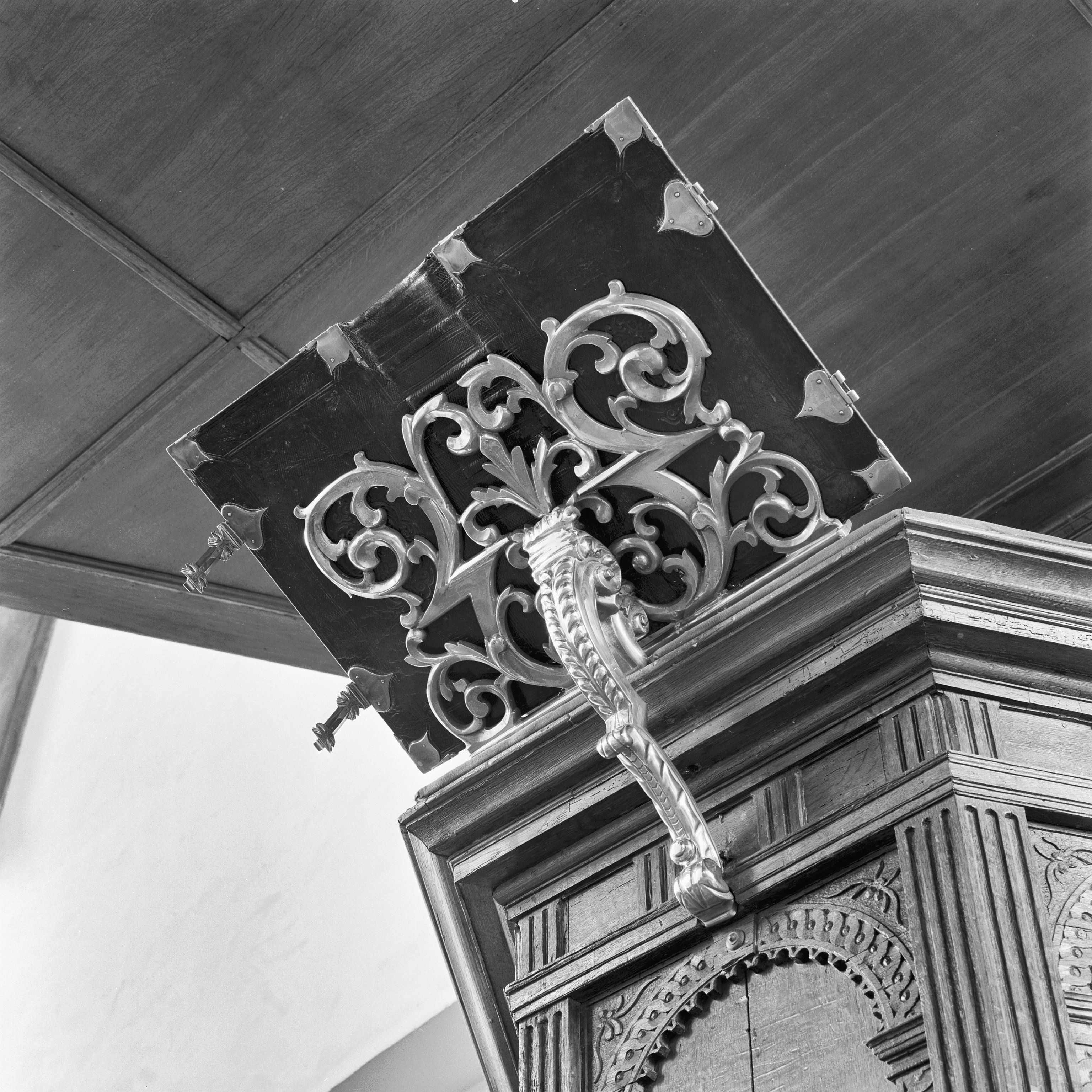
Koperen lessenaar met Statenbijbel op de preekstoel

#### De familie Repelaer in de Dorpskerk
In 1768 werd Margareta Backus (1747-1783) ambachtsvrouwe van Spijkenisse en de polder Braband (het gebied ten zuiden van de Nieuwstraat, tot aan Hekelingen en Vriesland). Zij trouwde in 1769 met Pieter Pompe(j)us Repelaer. Ter gelegenheid van dit huwelijk kwam hun wapen boven de herenbank in de Dorpskerk. Bijna een eeuw later, in 1857, schonk Maria Jacoba Repelaer (1802-1862) het zilveren avondmaalstel en doopschaal met koperen voet. Volgens een inscriptie op de grote schaal was zij "Ambachtsvrouwe van Puttershoek en Spijkenisse". In 1860 werd het eerste orgel in gebruik genomen, een Bätz-Witte-orgel. Een inscriptie op de grootste pijp vermeldde: ".... ten geschenke gegeven door de Hoogwelgeb. vrouw MARIA JACOBA REPELAER ...". Dit orgel is in 1970 vervangen door een van de firma Witte.

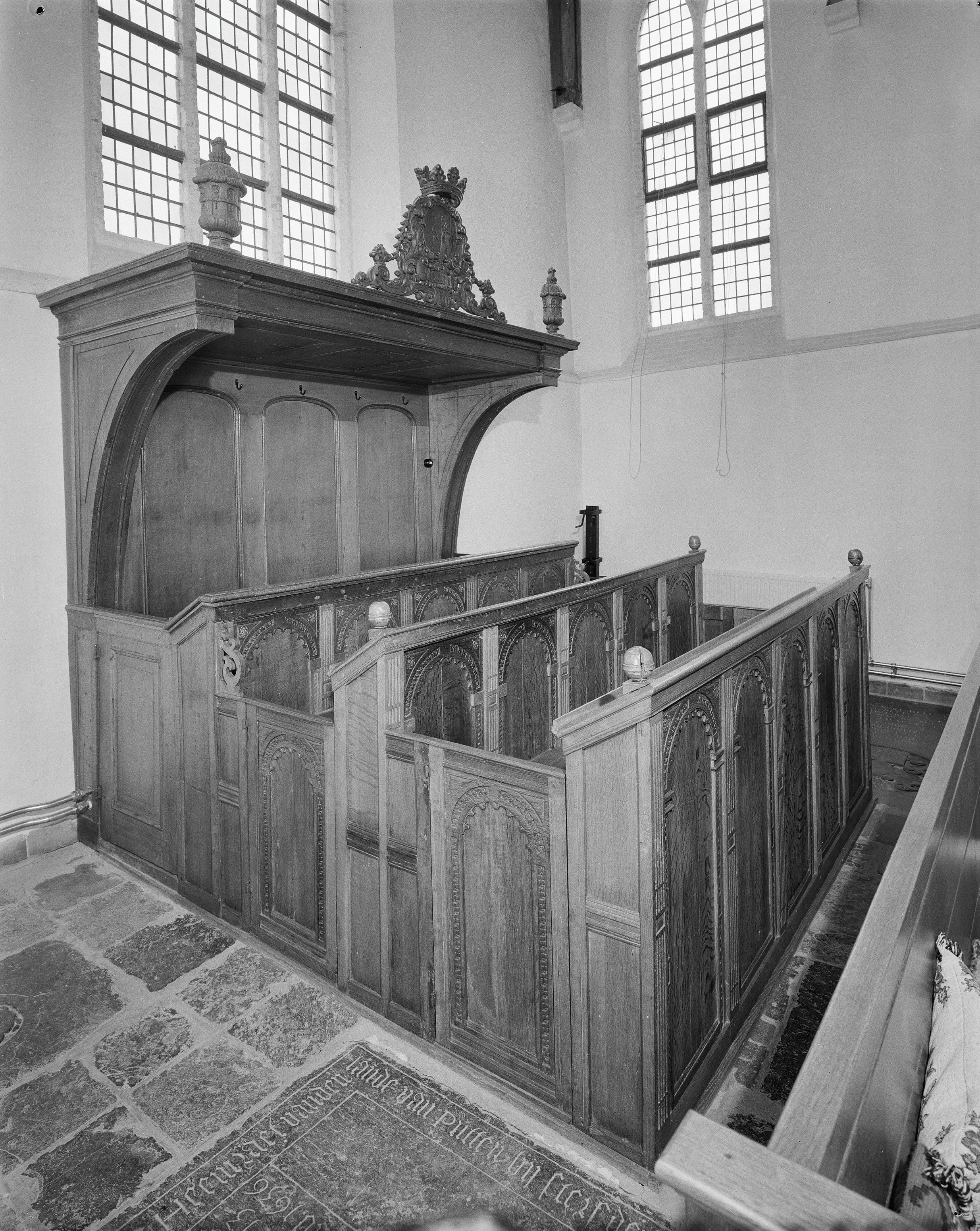
Herenbank in de noorderdwarsbeuk
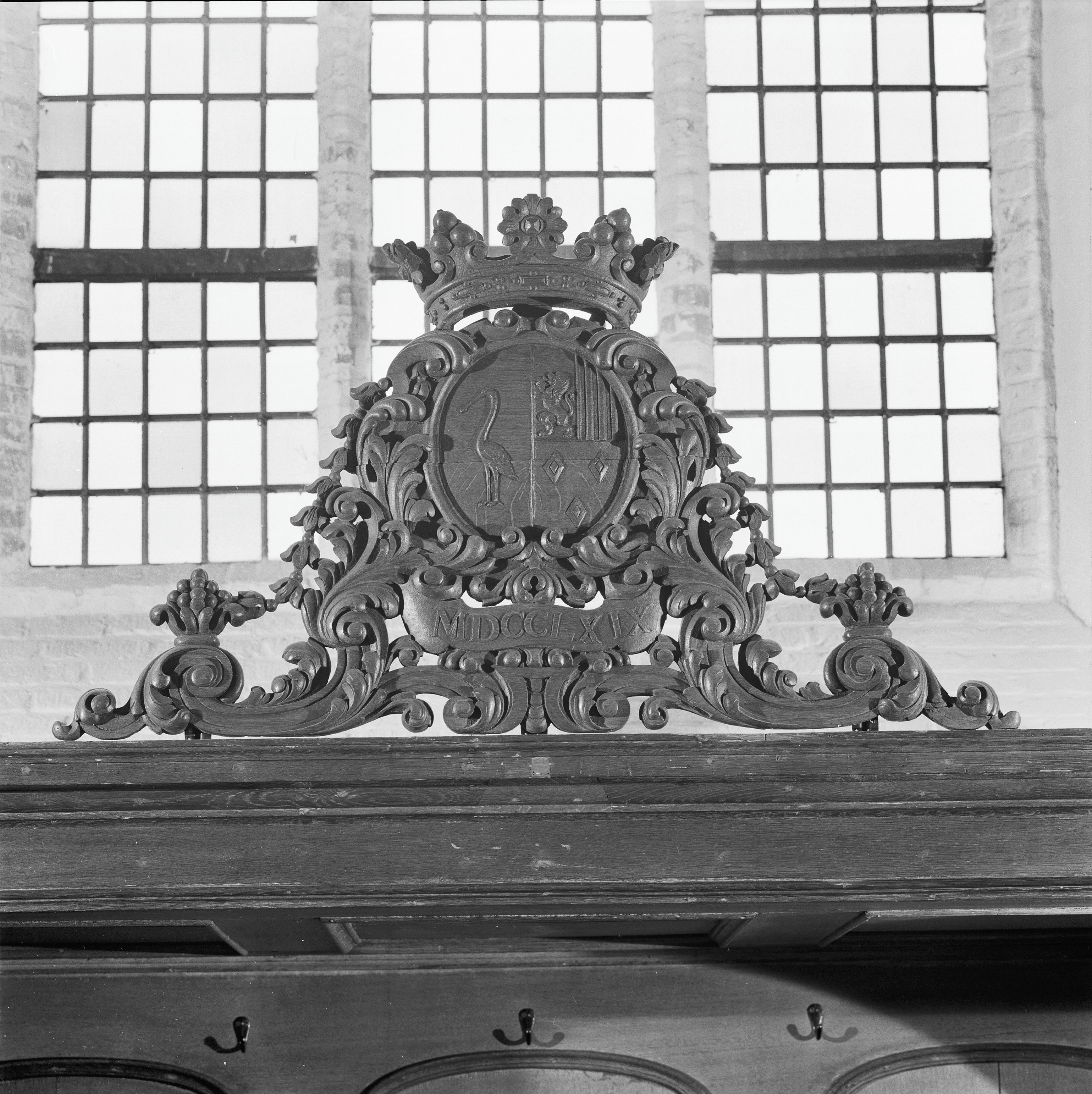
Wapen herenbank tgv huwelijk Margareta Backus & Pieter Pompejus Repelaer (1769)
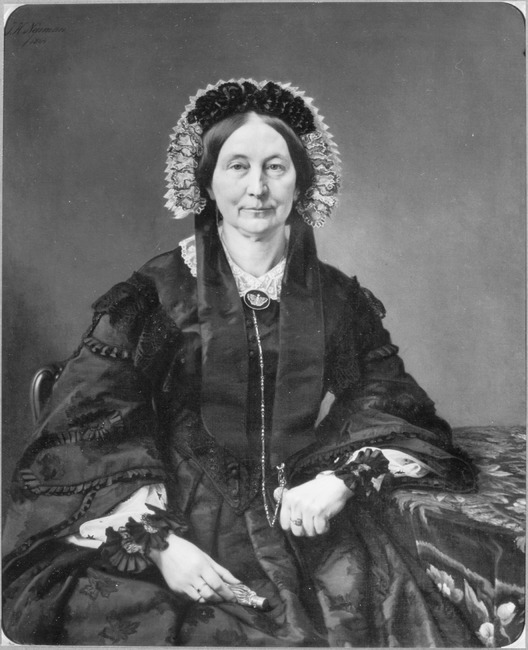
Maria Jacoba Repelaer
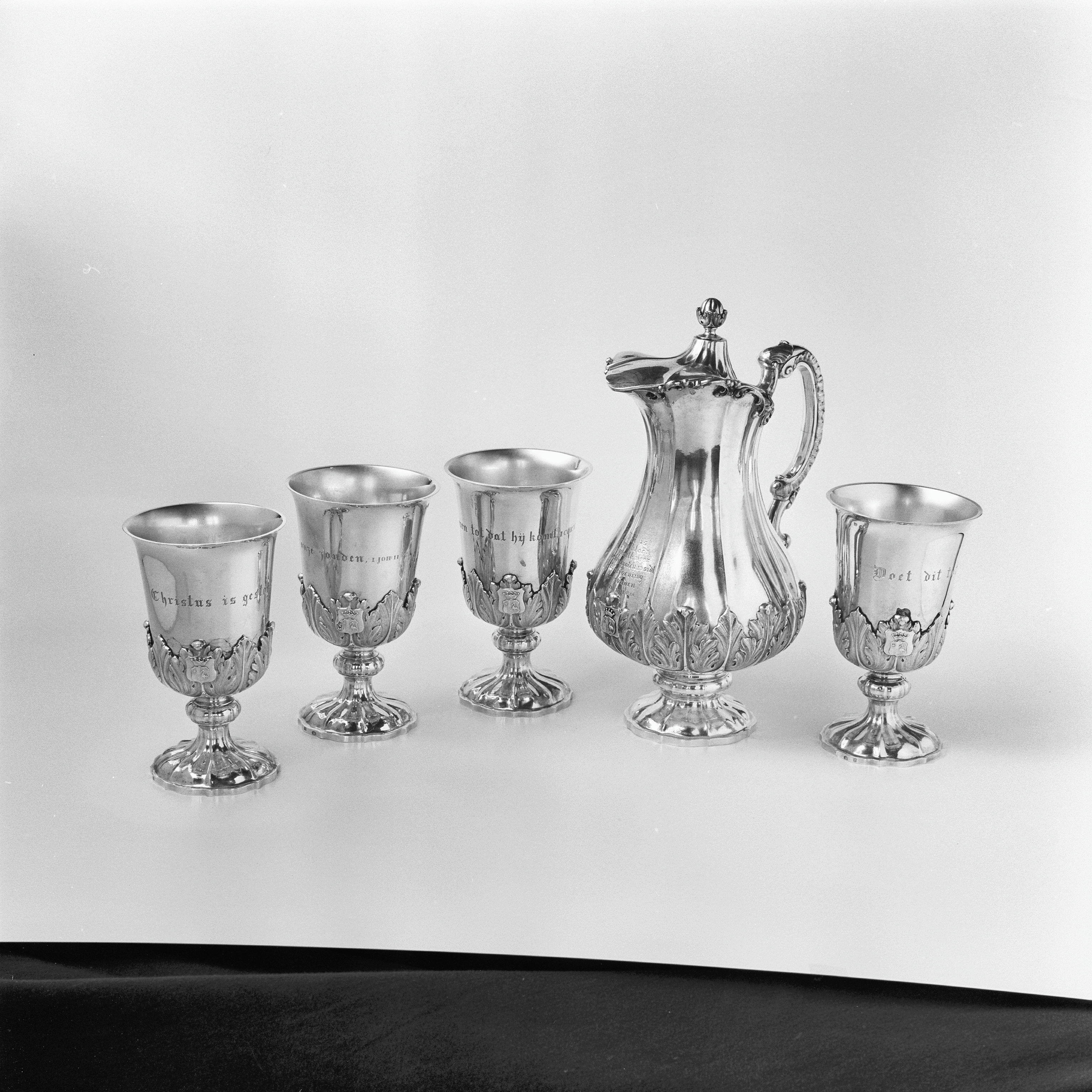
Zilveren avondmaalskan met bekers
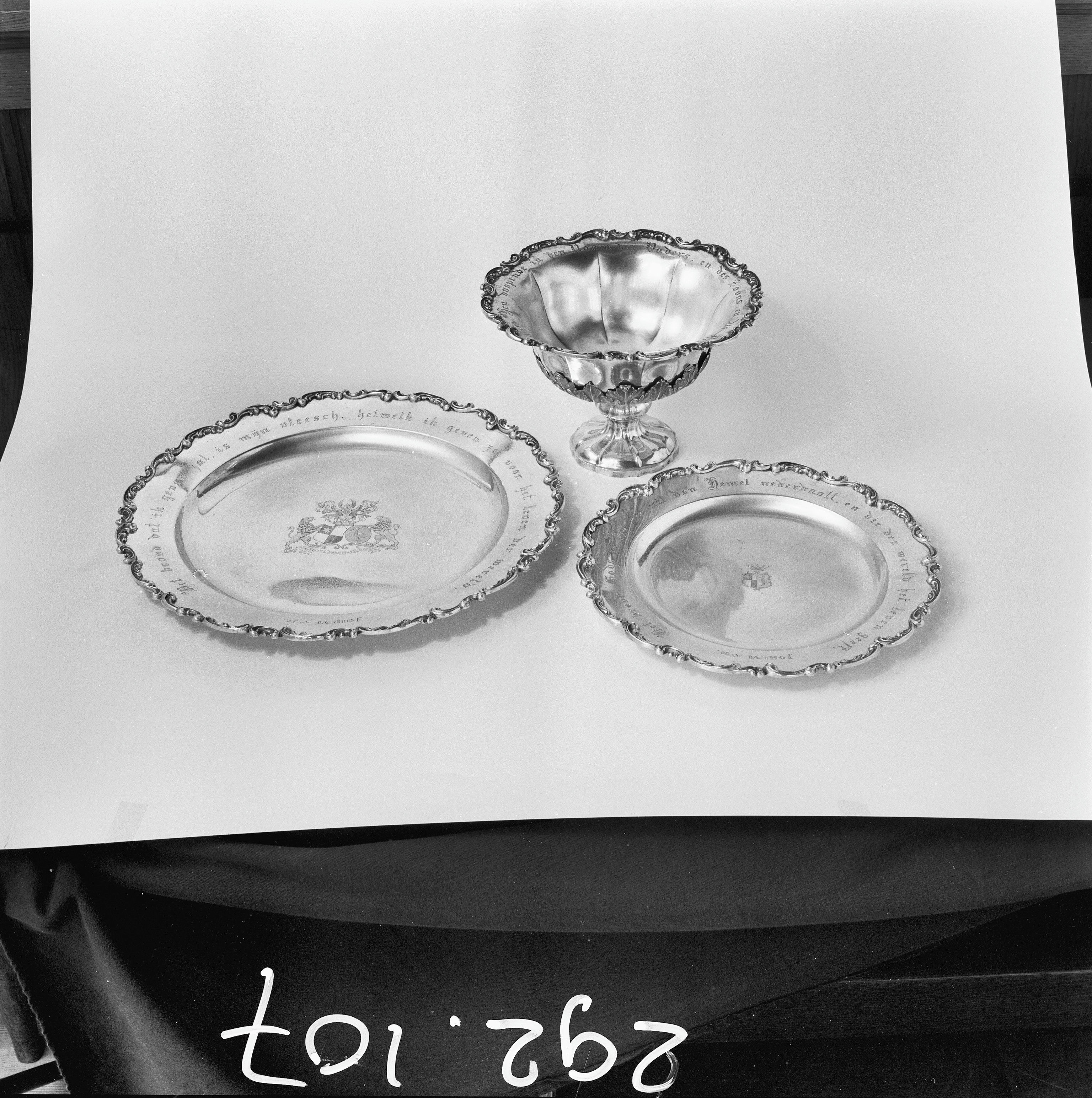
Avondmaalschalen en doopbekken
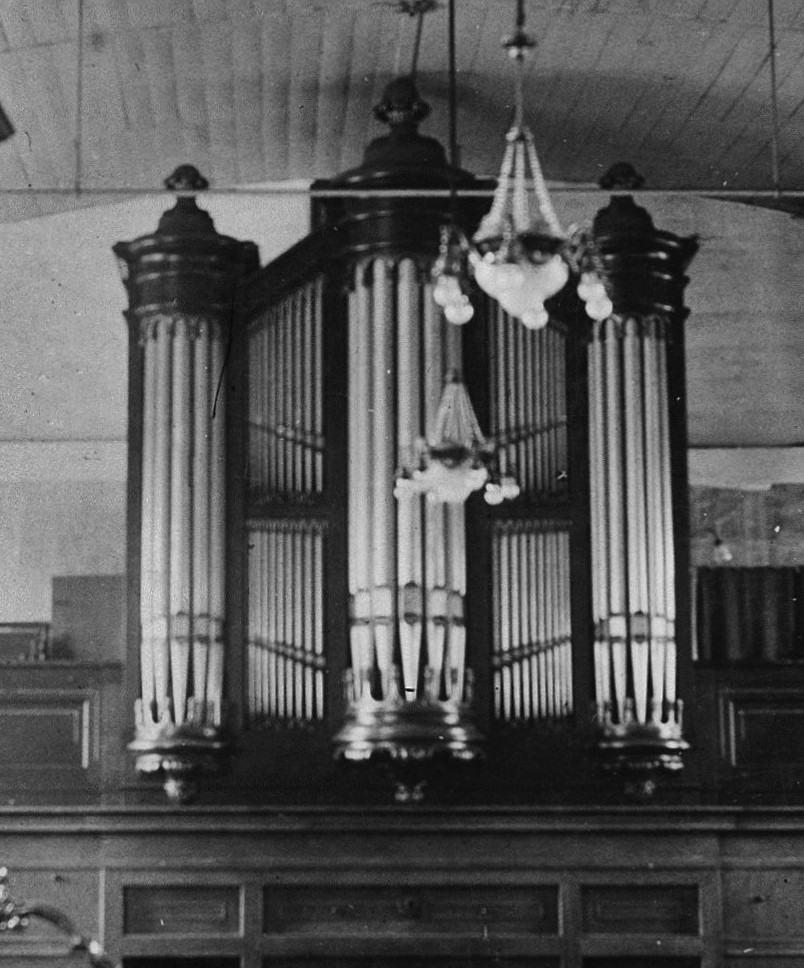
Kerkorgel (1860-1970) geschonken door Vrouwe Repelaer

## Historie kerkgebouw
| Tijdlijn |
| --- |
| 13e eeuw: bouw onderste deel toren 1304: eerste kerkklok midden 15e eeuw: start bouw kerkruimte 1481: grote luidklok 1521: kerk is voltooid 1574: start Reformatie voor Spijkenisse 1618: aanschaf preekstoel, doophek en kerkeraadsbanken 1737: koperen lessenaar + arm voor de preekstoel 1769: herenbank Repelaer 1829: verbod om in de kerk te begraven 1857: zilveren avondmaalset 1860: eerste orgel in gebruik genomen 1933-1934: grondige restauratie 1968-1969: restauratie 1970: nieuw orgel 1988: carillon |

Vermoedelijk stond in de 13e eeuw op de huidige plek van de Dorpskerk een terp met een houten kapel er op. Het was waarschijnlijk een simpel rechthoekig zaaltje, gedekt door een overkapping met vierkante plankjes als dakpannen of met riet zoals alle huizen.

### Bouw toren
In de 13e eeuw werd nabij de westwand van deze kapel begonnen met de bouw van een toren. Voor de fundering groef men een serie "huien" in de grond: houten vaten, zonder bodem, die volgeslagen werden met palen en slieten (slieten zijn onbewerkte boomstammen met een diameter van 10 à 12 centimeter). Daarop bracht men een raamwerk van zwaar eikenhout aan en vervolgens de dikke muren van bakstenen met metselwerk.- Begin 14e eeuw was hij zover gereed dat er een klok in kon hangen.

### Bouw kerk

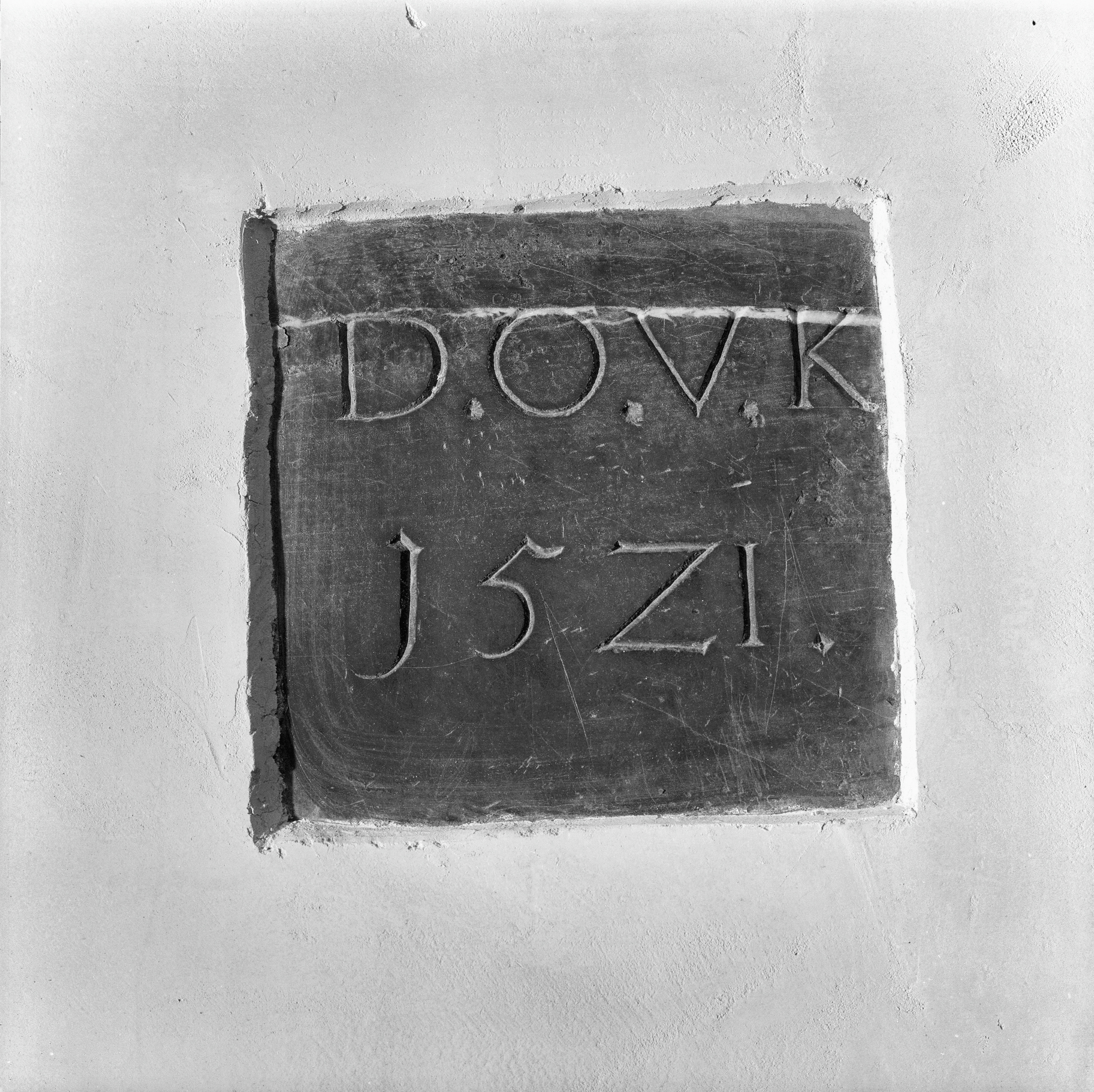
D.O.K.V.: Door Ordre Van Kerkmeesteren (?); herinnering aan de opening in 1521

De bevolking van Spijkenisse groeide en dat was de aanleiding om Spijkenisse midden 15e eeuw tot zelfstandige parochie te benoemen. Daar hoorde een echte parochiekerk bij. Op de plaats van de houten kapel startte men met de bouw van het priesterkoor (naar het oosten gericht) met hoge ramen. Later kwam het haaks daarop aansluitende dwarsschip (noord-zuid). 

Het grondpatroon van de kerk is het oostwest gerichte kruis van Christus. Het altaar in het koor met hoge ramen staat symbool voor de zegevierende of triomferende Kerk in de hemelse gewesten; het dwarsschip, met een klein raam in de noordgevel - waar de duivel werd gedacht - en een groot raam in het zuiden, voor de lijdende Kerk. Het later gebouwde middenschip duidde op de "Arke Noachs". Dit middenschip staat scheef tussen toren en het dwarsschip, mogelijk symboliserend het schuingezakte Lichaam des Heren of omdat het koor niet recht op de toren was gebouwd. Maar vóórdat het middenschip gebouwd kon worden, moest eerst de inmiddels flink scheefgezakte toren verhoogd worden. Op het scheve benedendeel metselde men een recht stuk, zoals nog duidelijk is te zien. 

Het middenschip is kleiner geworden dan oorspronkelijk de bedoeling was. Vanwege gebrek aan geld besloot men een goedkoper eenbeukig middenschip te bouwen, in plaats van de eerder geplande drie beuken. In 1521 was de kerk af en werd hij feestelijk in gebruik genomen.

### Restauraties en renovaties

#### Reformatie
Toen de watergeuzen in 1572 verschenen, begroef de Spijkenisser bevolking een altaarschel en kan onder het koor van de kerk (waarschijnlijk uit angst voor plunderingen). Zij kwamen pas tijdens de restauratie in 1933 weer tevoorschijn. Ook Spijkenisse ging vervolgens over op het protestantisme. De eerste hervormde kerkdienst was in 1574. De protestantse eredienst stelde andere eisen aan een kerk dan de rooms-katholieke. Het altaar was niet meer nodig en verdween uit de kerk. De kerk werd anders ingericht: het koor werd afgesloten en diende daarna als consistoriekamer en opslagruimte.

#### 1847
Na de Franse tijd bleek het kerkdak ernstig te lekken. Inmiddels had de scheiding van Kerk en Staat plaatsgehad en de kerkvoogden beschikten niet over voldoende geldmiddelen om het dak te vernieuwen. Als noodoplossing bracht men tijdens de restauratie van 1847 onder het tongewelf een nieuwe zoldering aan. Onderwijzer Plokker uit Brielle vond de toen uitgevoerde restauratie een "inwendige verbetering".

#### 1905
Herstel van buitenmuren (o.a. herstel van voegen en steunberen), beschot en de leibedekking van de daken. Het Rijk kende hiervoor een subsidie van ƒ 500 toe.

#### 1933-1934
Het kerkgebouw was bijna een bouwval geworden. Daarom kwam er in 1933-1934 een grondige restauratie, tegelijk met de toren, eigendom van de burgerlijke gemeente. Met grote steun van de overheid (zowel de gemeente Spijkenisse als de Rijksdienst voor Monumentenzorg (nu Rijksdienst voor het Cultureel Erfgoed) en de provincie), de kerkelijke Synode, vele giften van burgers en een lening werd voor ƒ 113.000 (oorspronkelijke begroting: ƒ 130.000) alle werk uitgevoerd: de muren (van toren en kerk) kregen hun fundering, het kerkdak werd geheel vernieuwd, waarbij ook de zoldering verdween en het tongewelf weer zichtbaar werd, er kwamen nieuwe banken en centrale verwarming in de kerk, de oude grafzerken kregen nieuwe plaatsen in de looppaden, de preekstoel kwam onder de triomfboog te staan en het orgel verhuisde naar de galerij achter de preekstoel. De toren werd onderheid en hersteld. In de toren kwam weer een tweede kleinere klok te hangen. Het niet meer in gebruik zijnde kerkhof werd kerkplein, met beplanting en een nieuwe muur rond het kerkterrein.

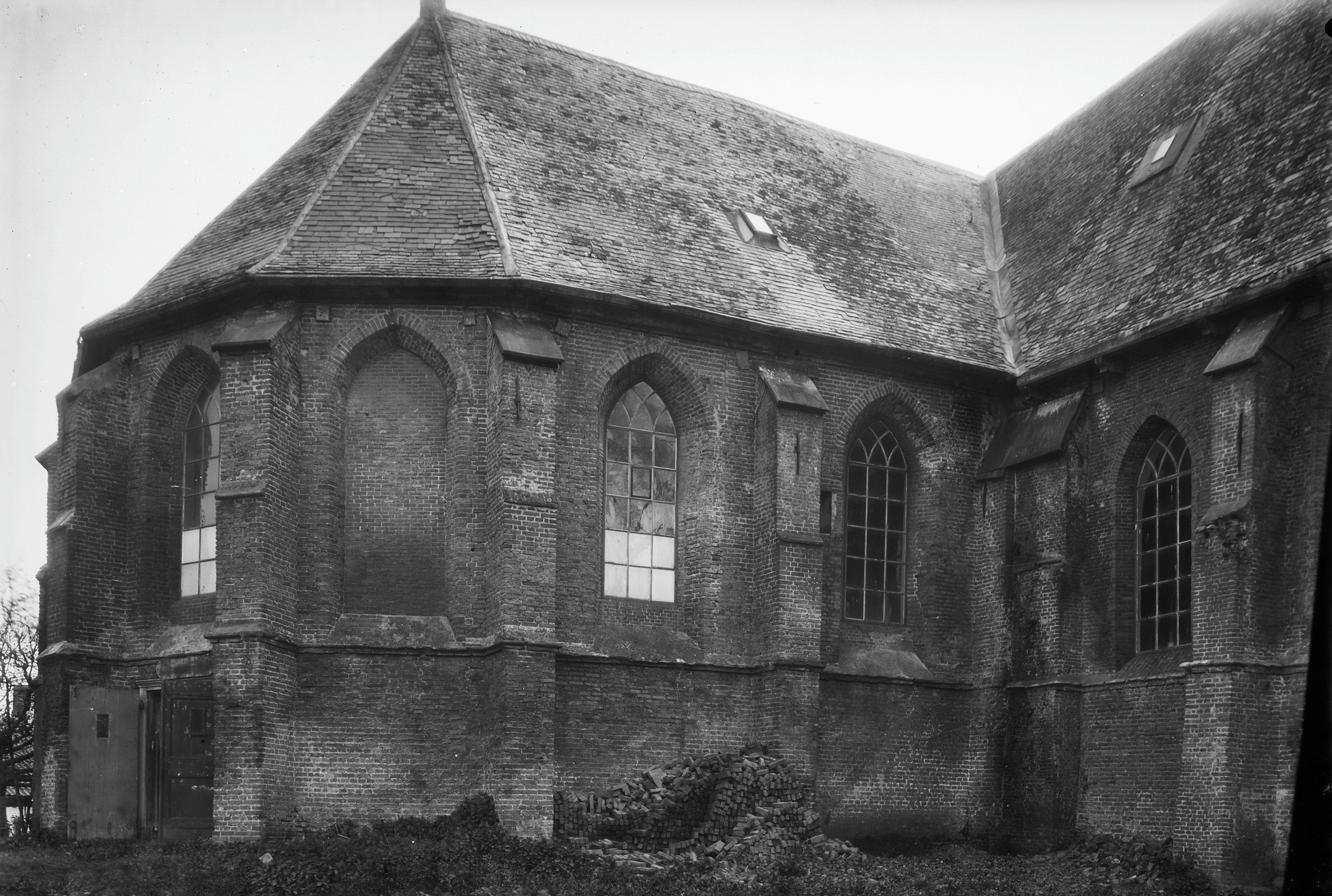
Deplorabele toestand in 1905
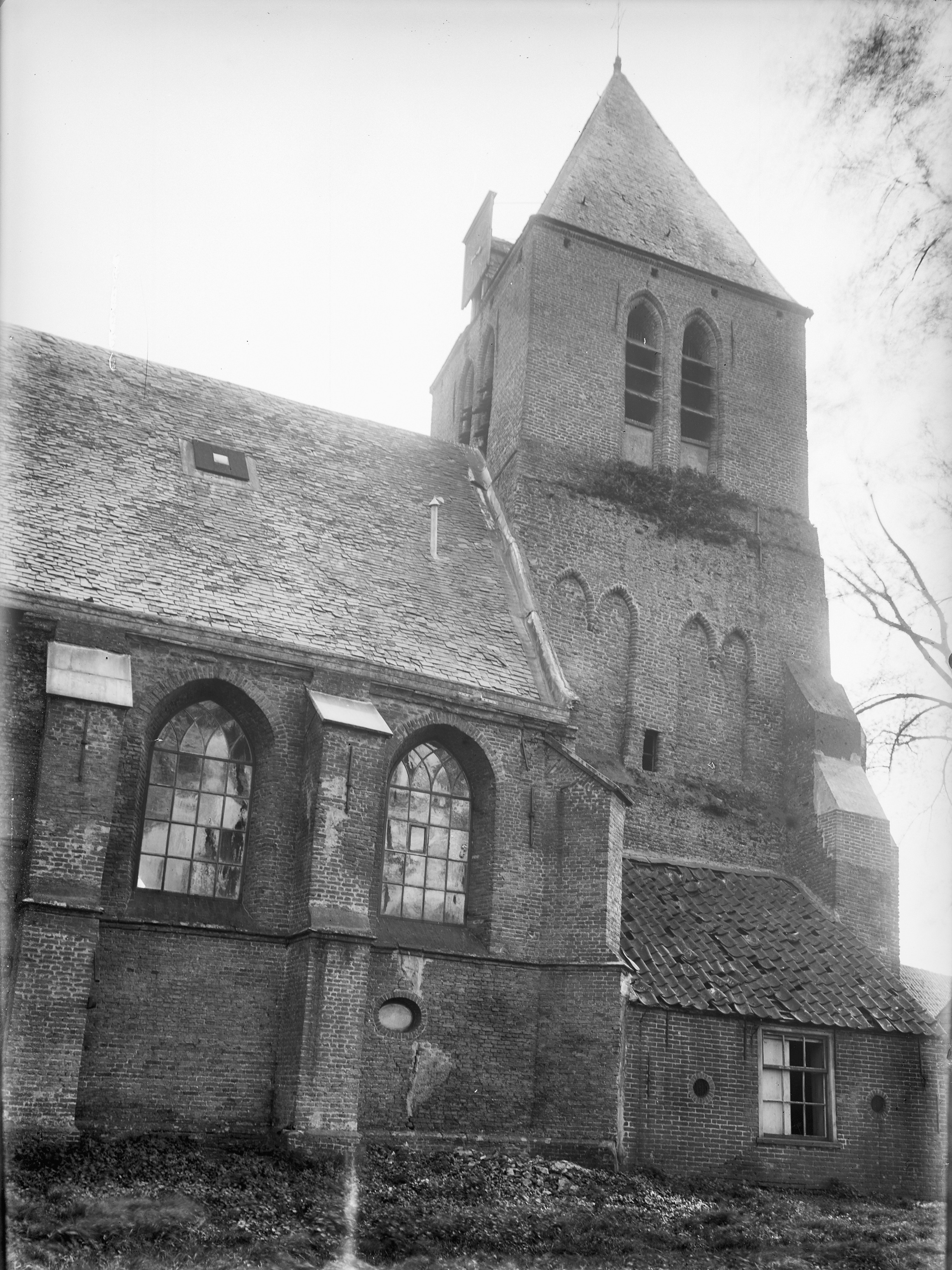
Noordzijde met baarhuisje (1905)
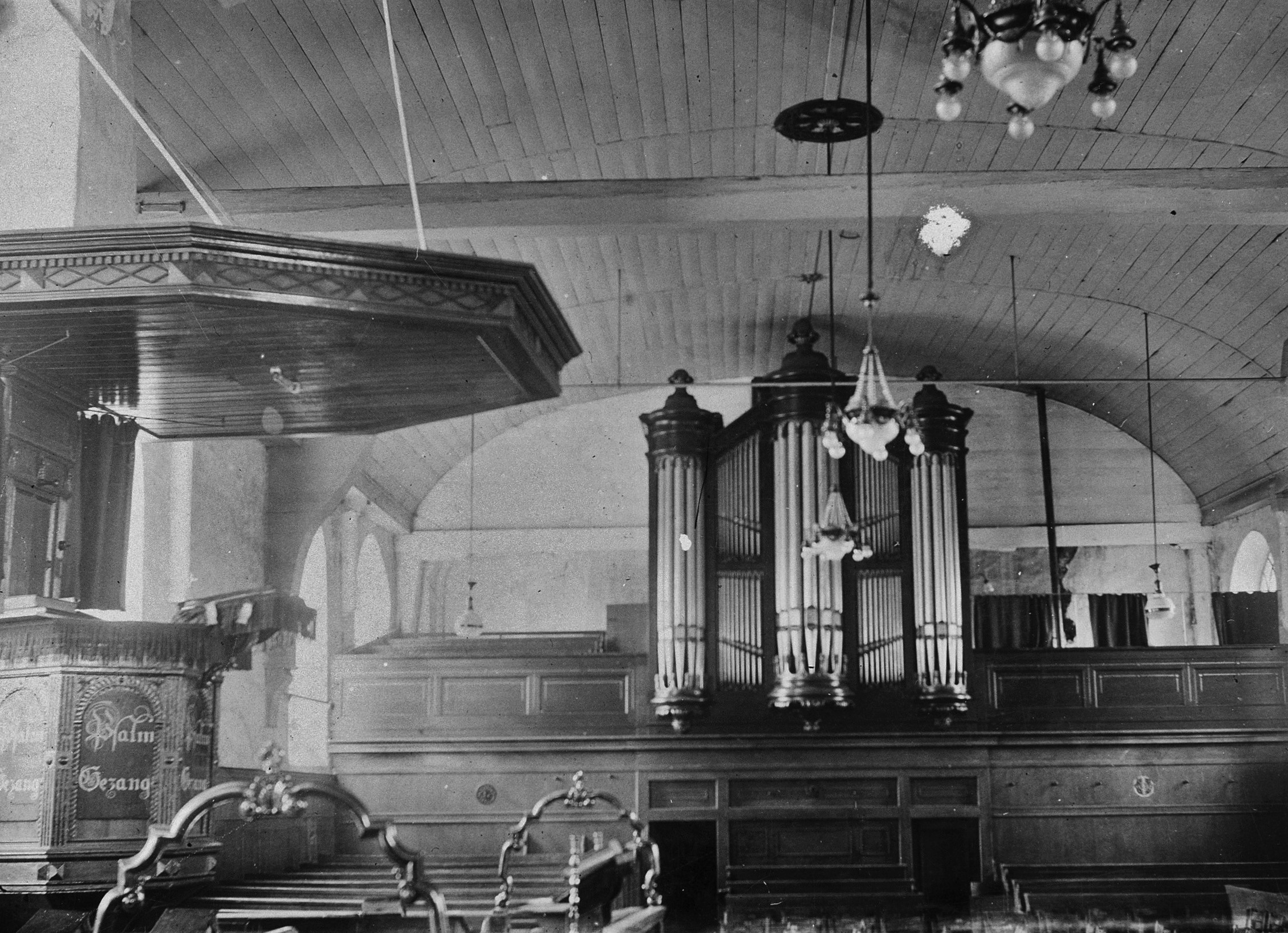
Interieur naar het westen (1925): orgel tegen westwand, preekstoel aan zuidwand
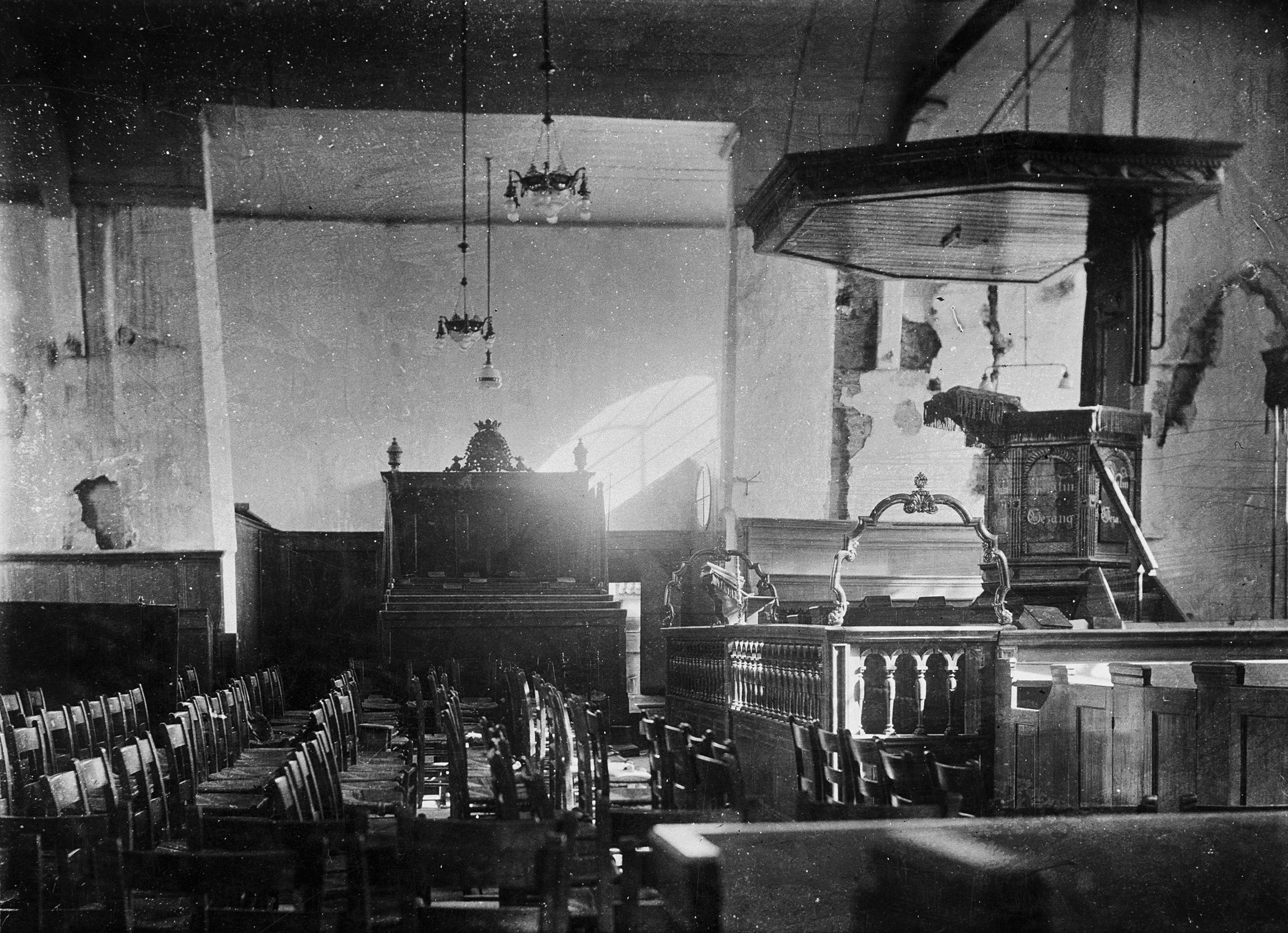
Interieur naar het oosten (1933): Heerenbank tegen afgesloten koorwand
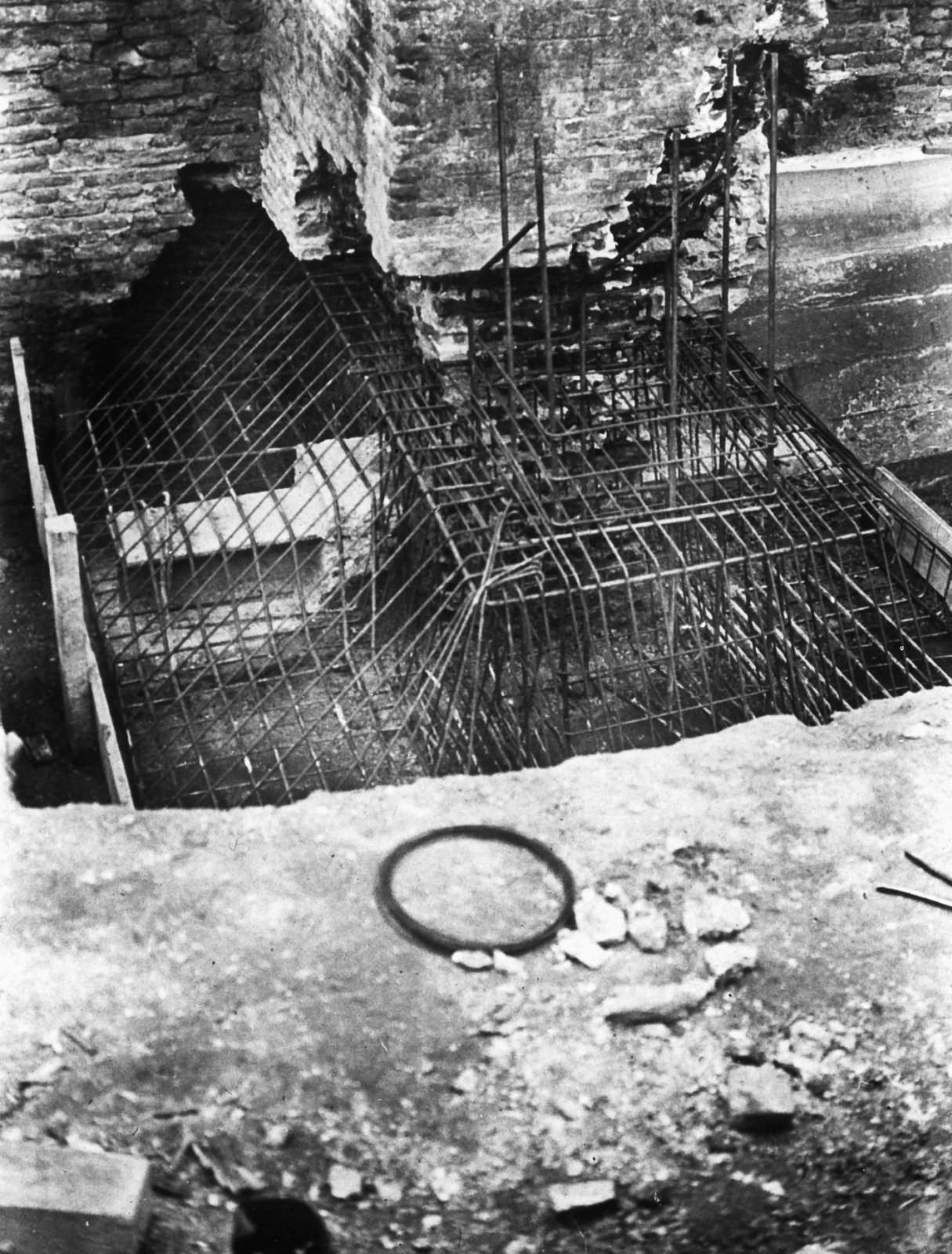
Fundering van de toren (1933/4)
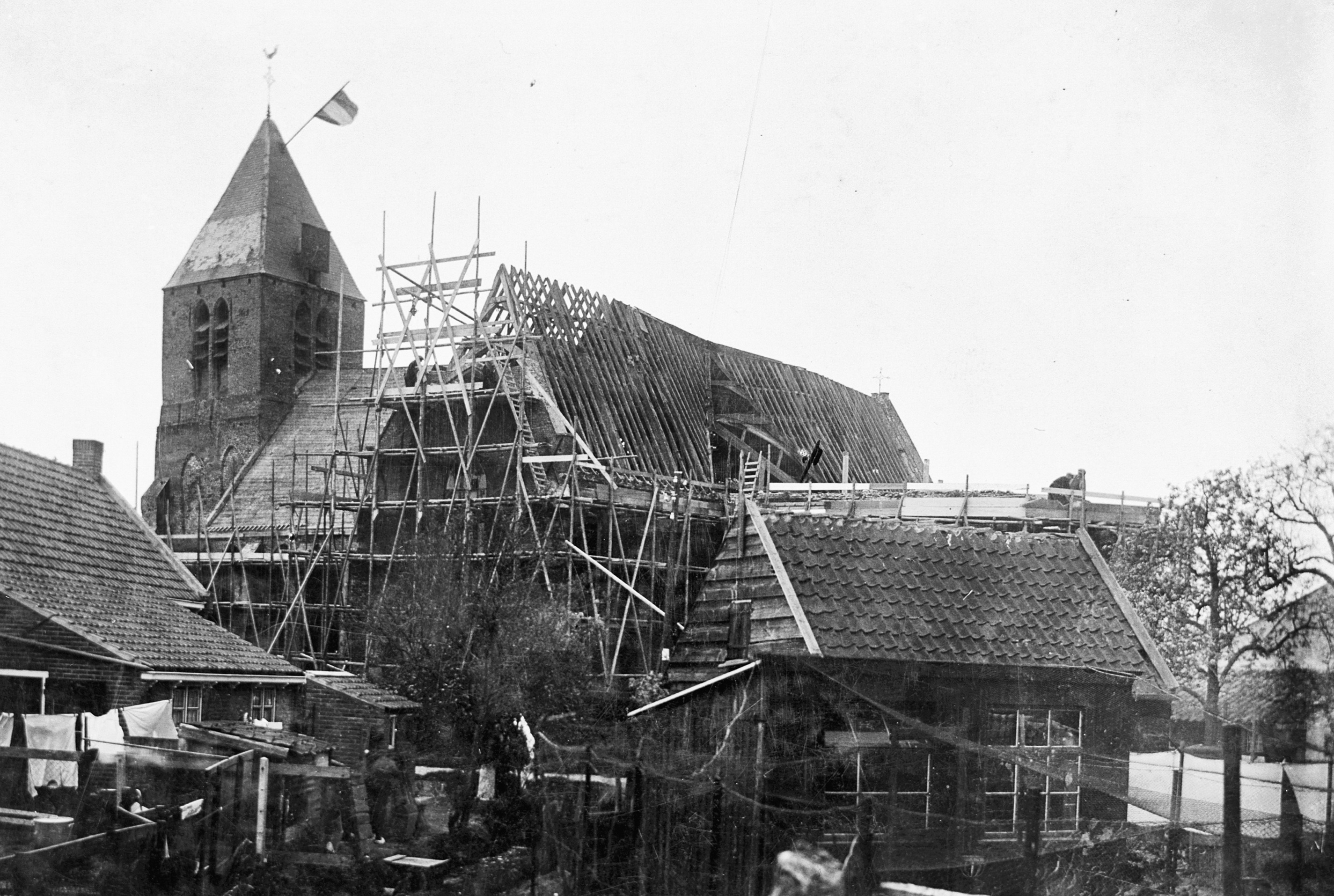
Restauratie 1933-1934
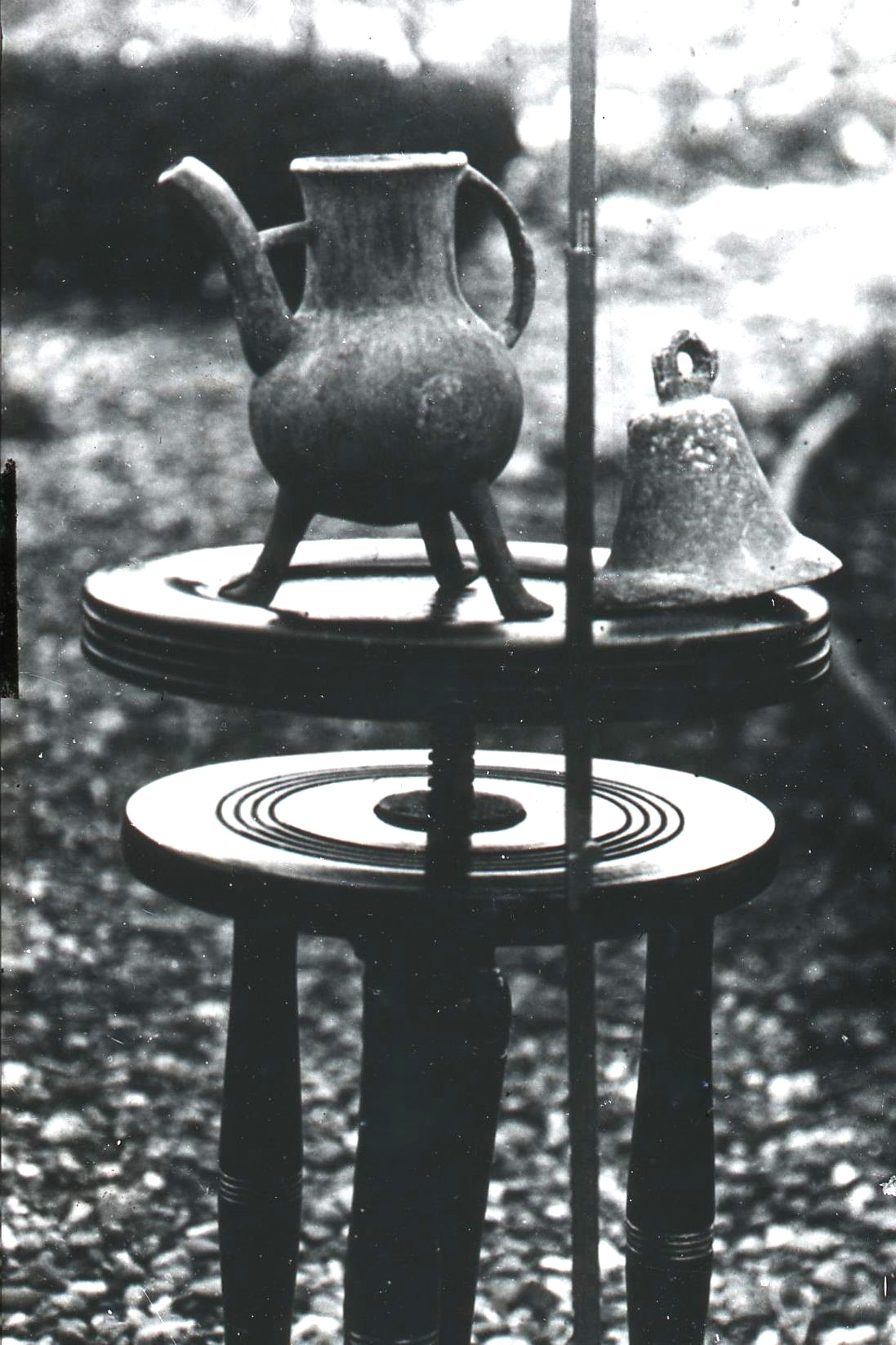
De opgegraven kan en schel uit 16e eeuw
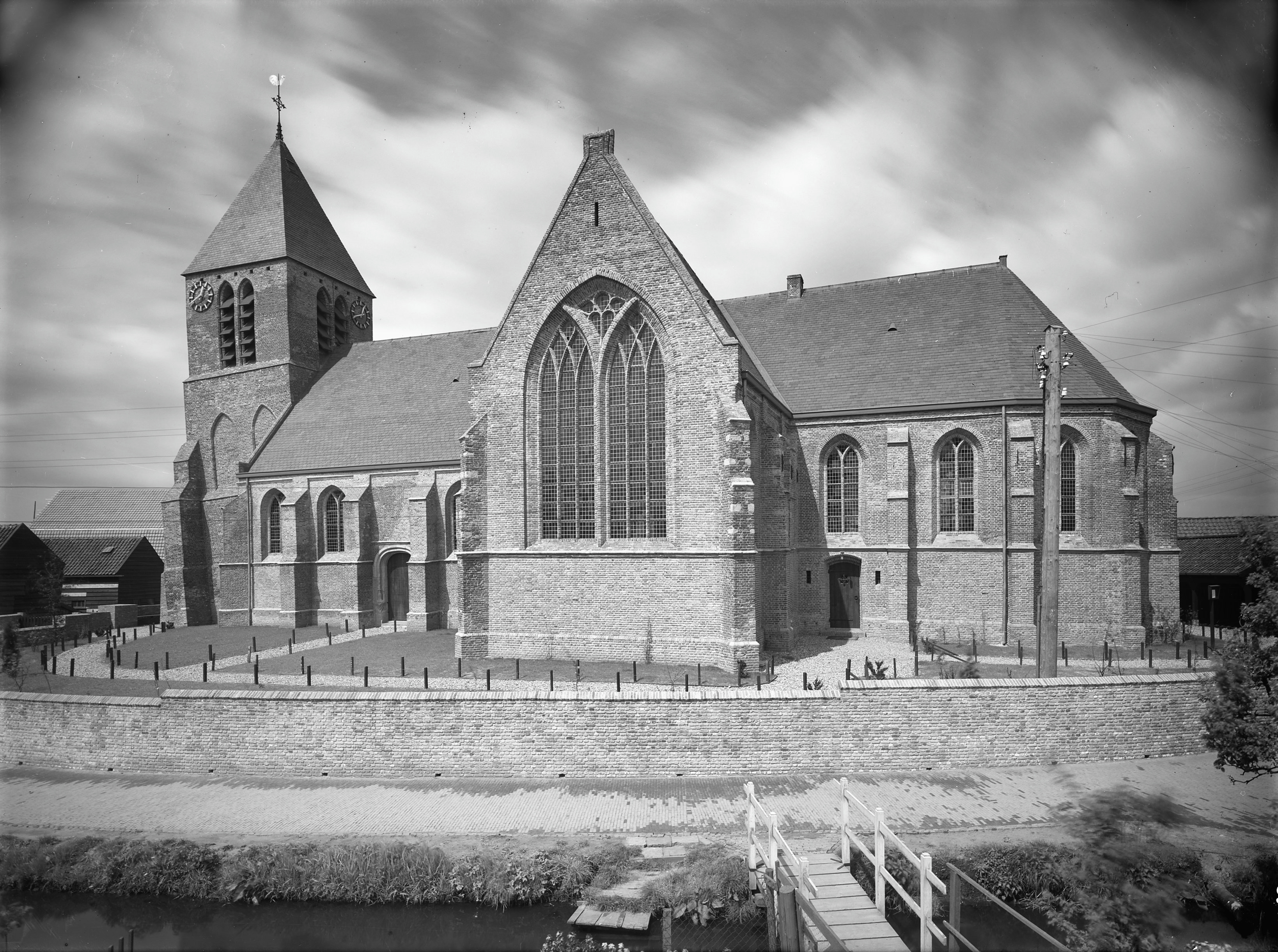
Na de restauratie (1935) - de rechterdeur verdween in 1969
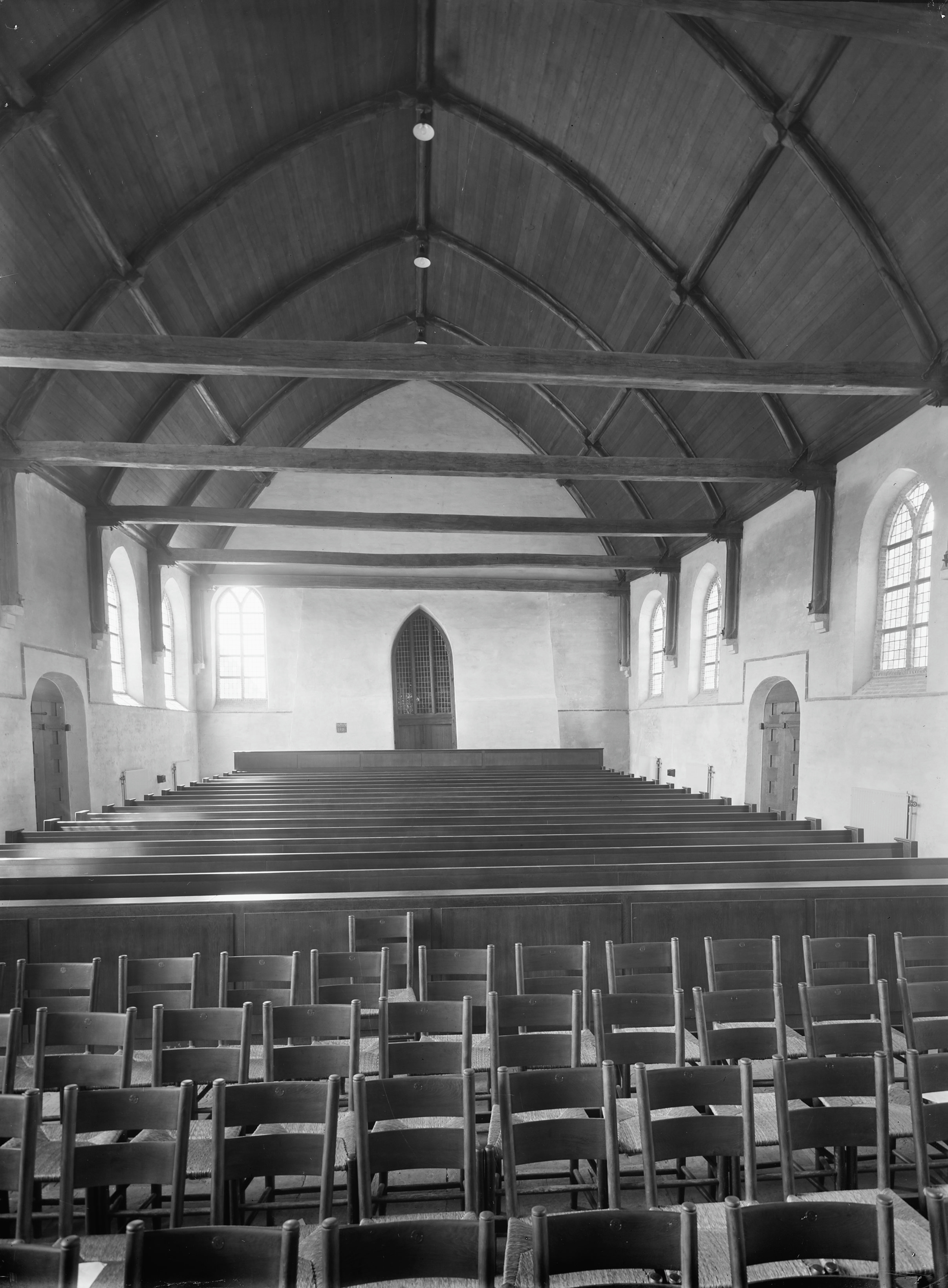
Interieur naar het westen met tongewelf (1935)
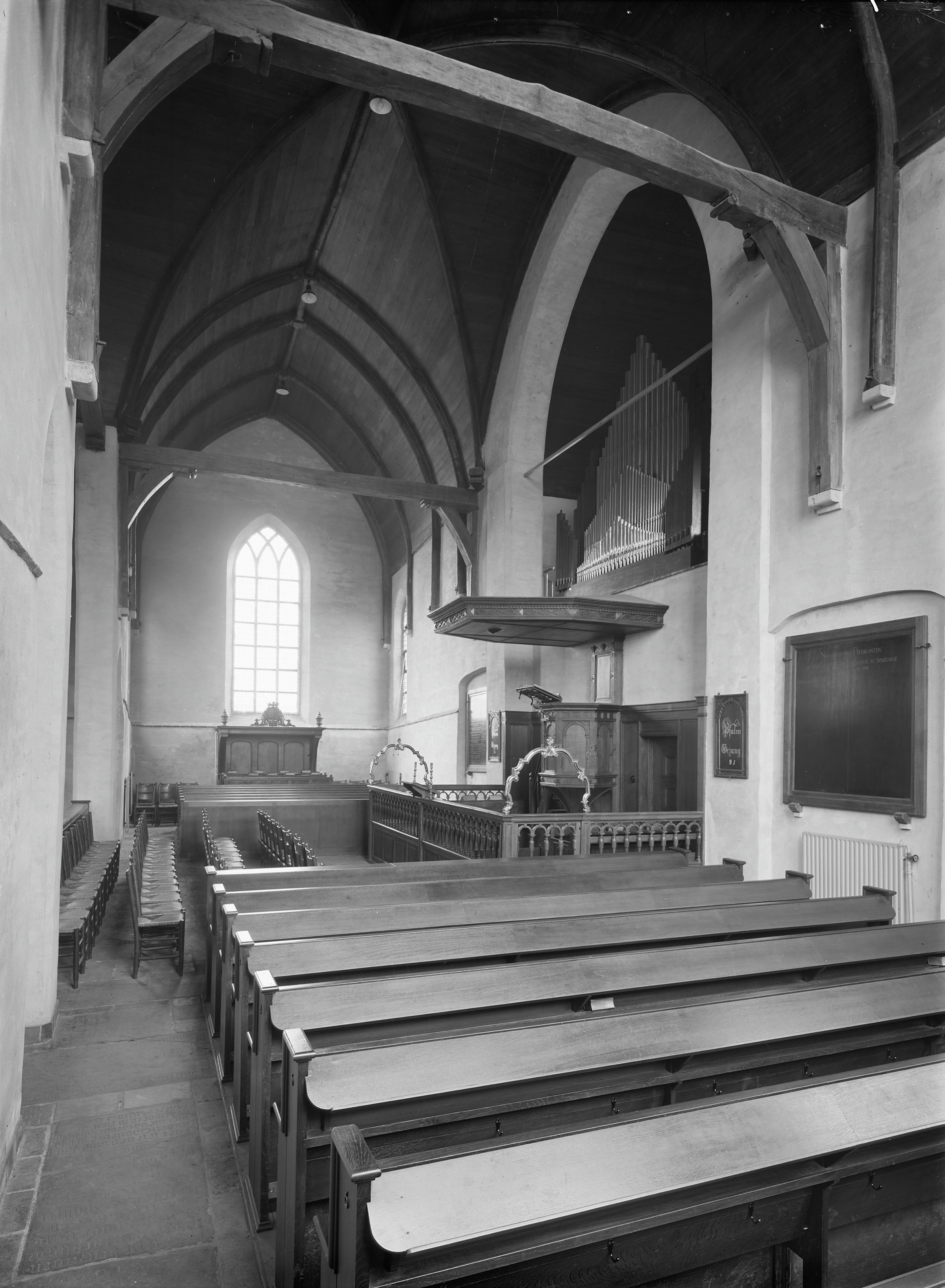
Interieur dwarsschip in noordelijke richting (1935): afgesloten koorwand met preekstoel en orgel
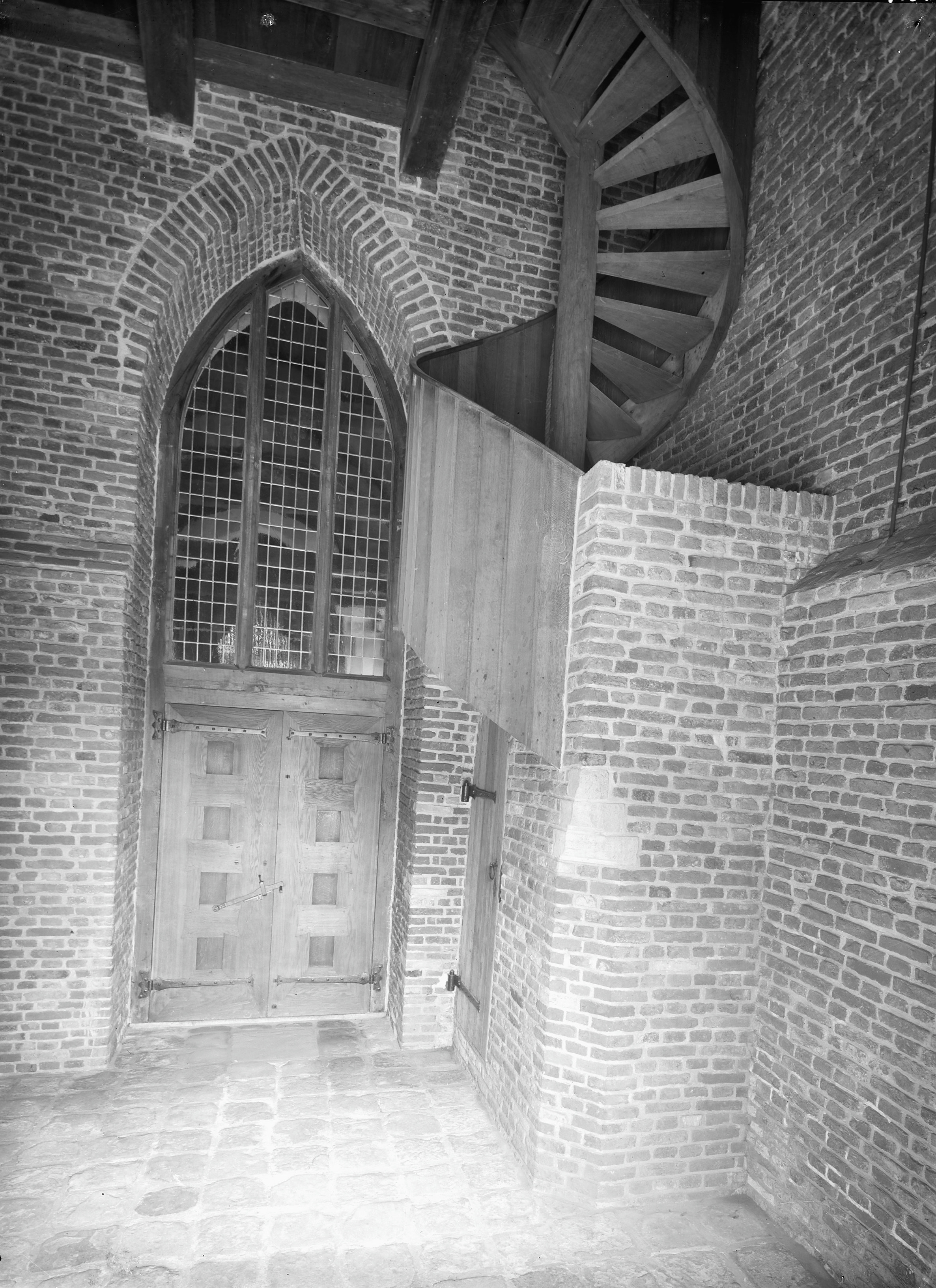
Interieur toren met trap (1935)

#### 1967-1969
Tijdens de renovatie van 1967-1969 (architect: H.H.L. van der Kloot Meyburg) kreeg de kerk de oorspronkelijke ruimte van vóór de Reformatie terug: het koor werd helemaal open gemaakt, alleen "afgesloten" door het koorhek. De preekstoel verhuisde naar links, het orgel kwam weer achterin, tegen de torenmuur. Bovendien kwam er een aanbouw tegen het koor voor een consistoriekamer. Daarnaast waren er enkele andere verbeteringen, zoals een geluidsinstallatie met kerktelefoon, een stenen doopvont en zes kroonluchters. Opnieuw bleken alle instanties met de plannen in te stemmen (totale kosten ƒ 285.000), al bleef daarnaast nog ruim ƒ 100.000,— nodig, die de Spijkenissers zelf bijeen moesten brengen. Met medewerking van de hele bevolking en hulp van elders is dat voor een groot deel ook gelukt.

#### 2007-2008 en 2013
De toren heeft in 2007-2008 een restauratie ondergaan omdat hij niet meer veilig was. De gemeente heeft € 275.000 in de restauratie gestoken.

En ook in 2013 stond een deel van de kerk in de steigers.
Foto's restauraties 1969-2013

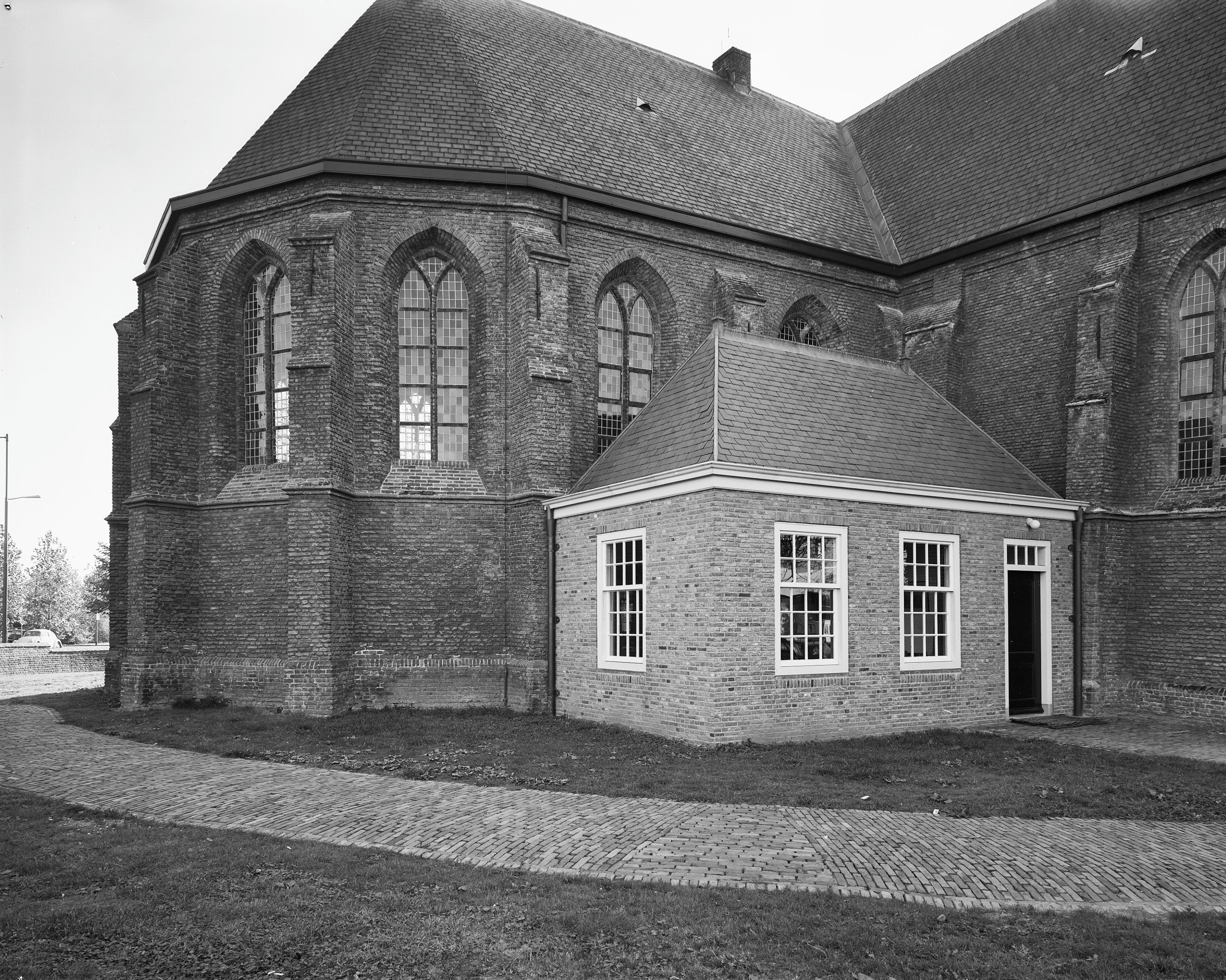
Belangrijkste wijziging exterieur: aanbouw consistoriekamer
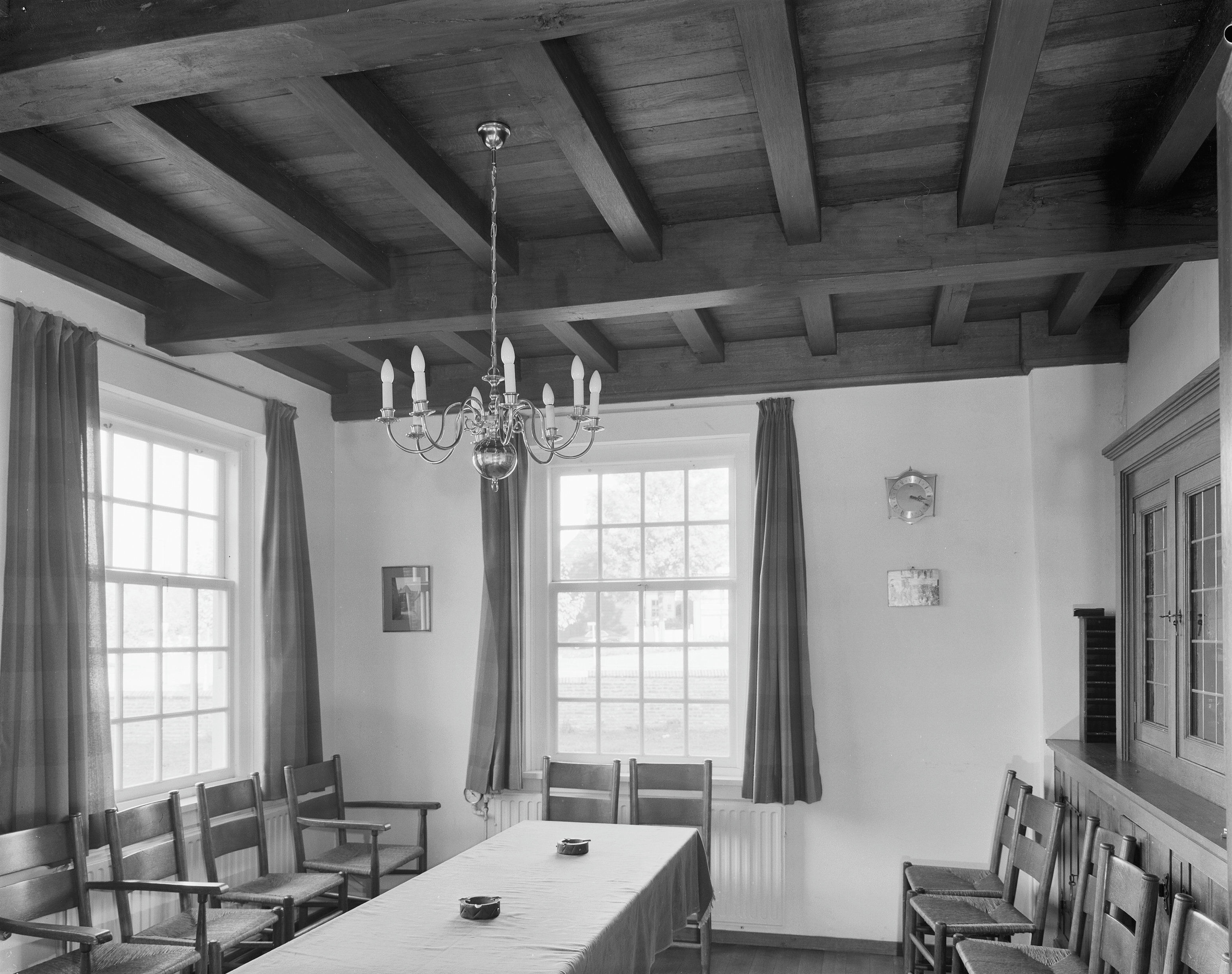
Interieur consistoriekamer
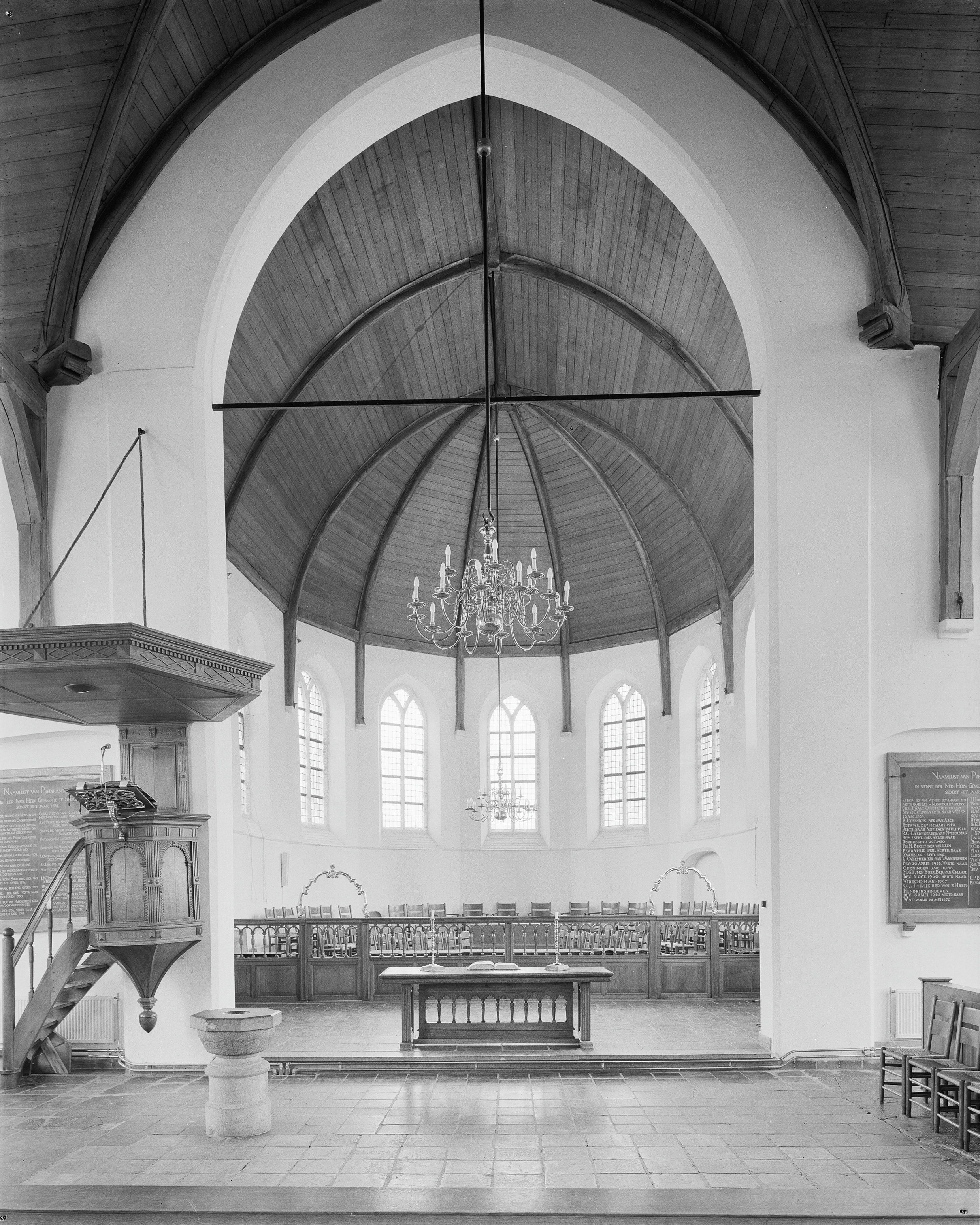
Belangrijkste wijzigingen interieur: open koor en verplaatsingen van preekstoel naar links ...
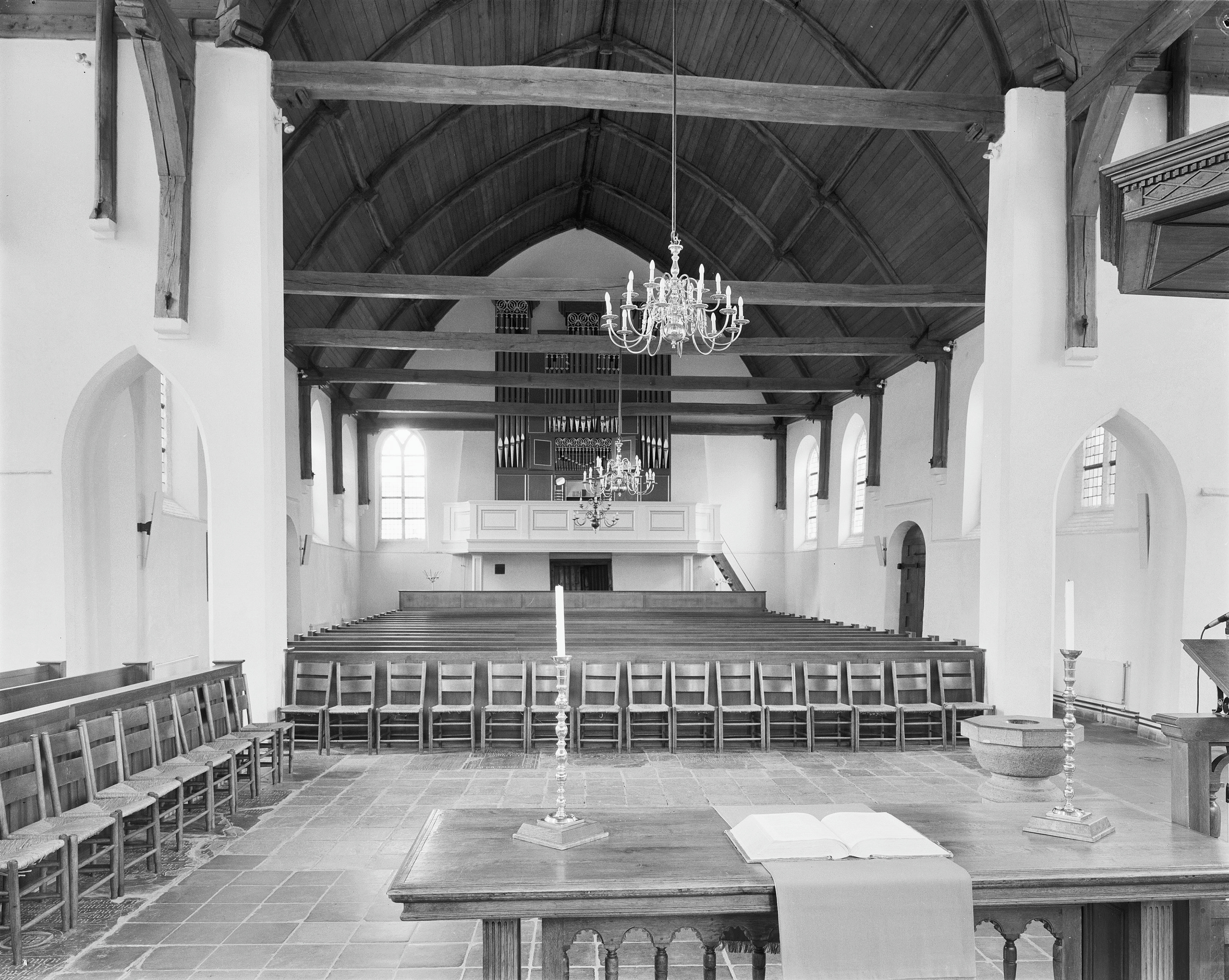
... en orgel naar de westzijde
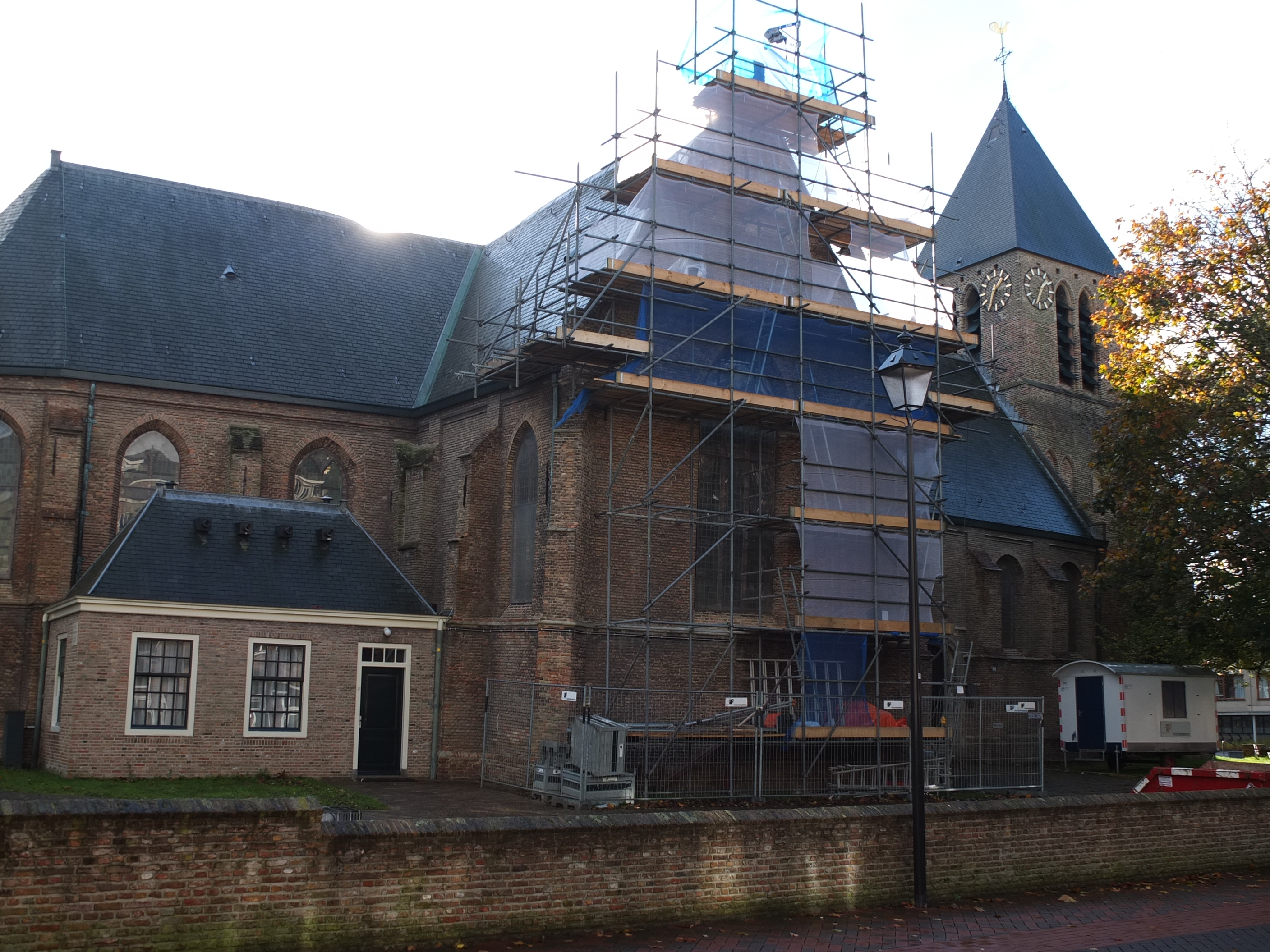
Noorderdwarsschip in de steigers - november 2013

## Historie kerkelijke organisatie
Naast een gebouw waren er ook een bestuur, organisatie, financiën en kerkelijke voorgangers nodig om een kerkgemeenschap te vormen.

### Onderdeel Geervlietse moederkerk
In de Middeleeuwen behoorden de kerken van Putten tot het dekanaat Hollant van het bisdom Utrecht. De Geervlietse kerk fungeerde als "moederkerk" over de kapellen en parochiekerken in de prille Putse polders, waaronder die van Spijkenisse. De eerste kapel in Spijkenisse, uit de 13e eeuw, mèt bijbehorende kerkegrond en ander bezit, werd vanuit het het kapittel van Geervliet bestuurd. De Spijkenisser dorpspriesters werden echter, net als alle ambtsdragers, door de landsheer aangesteld, in dit geval de Heer van Putten (die ook in Geervliet zetelde).
De kerk van Spijkenisse had vanaf 1405 enkele bijzondere inkomsten van een aan Maria gewijd altaar, en vanaf 1419 van een vicarie van het Heilig Kruis. Voor die laatste waren bij testament 25 morgen land vermaakt aan de kerk; voor de bedienaar brachten ze drie guldens per jaar op. Omtrent de plaats van het aan Maria gewijde nevenaltaar bestaat een aanwijzing: tijdens de renovatie in 1933 werd in het noorderdwarsschip een nis zichtbaar met een oud fundament, dat deed denken aan een altaarvoet. Daarboven werd, na verwijdering van de kalklagen, de resten van een  muurschildering zichtbaar; nu hangt daar een predikantennaamlijst.

### Zelfstandige parochie
Waarschijnlijk werd Spijkenisse rond het midden der 15e eeuw een zelfstandige parochie en werd hij opgenomen in het Geervlietse dekenaat. De veranderingen hielden onder meer in dat de pastoorsbenoemingen niet meer uitsluitend een zaak waren van het kapittel, maar dat de deken namens de landsheer het recht van "collatie" of voordracht behield. De benoemingsbrief werd verleend door de Aartsdiaken van de Utrechtse Domkerk, aan wie de pastoors bij hun benoeming een recht moesten betalen voor het mogen bezetten van de pastorie en de daarbij behorende inkomsten. Daardoor is bekend, dat in 1445 de nog jonge Florens Jordaenszn aan de kerk van Spijkenisse (ad ecclesia) verbonden was, terwijl zijn opvolgers waren verbonden aan de parochiekerk (ad ecclesia parochia), waaruit de overgang dus blijkt. De verheffing van kapel tot parochiekerk ging overigens niet gemakkelijk, omdat de Geervlietse moeder-kerk zich daarvoor offers moest getroosten, door verlies aan inkomsten.
Na de rampspoed van 1530 en 1532 (doorbraak dijken) werden de kerkelijke bezittingen te gelde gemaakt en werd het Geervlietse kapittel ontbonden.
Op last van Alva werd in 1571 een onderzoek ingesteld naar het kerkelijk leven op o.a. Voorne en Putten. Uit het in mineur geschreven "visitatie-rapport" bleek dat een trieste zaak te zijn. In Spijkenisse was er zelfs geen koster meer, zozeer was de bevolking na de rampspoed verarmd.

### Na de Reformatie
De kerk in Spijkenisse ging na 1574, het jaar waarin er voor het eerst een protestantse voorganger was, over naar wat eerst de Nederduitse Gereformeerde Kerk werd genoemd, die vervolgens overging in de Nederlandse Hervormde Kerk en in 2004 in de Protestantse Kerk in Nederland.
Schout en schepenen van Spijkenisse traden op als kerkmeesters, verantwoordelijk voor het kerkgebouw. De schoolmeester was tevens koster, hield de toren vrij van duiven, raagde en witte (schilderde) jaarlijks de kerk en zette 's winters warme stoven in het onverwarmde kerkgebouw.
De kerkeraad, bestaande uit ouderlingen, diakenen en de predikant, ging de kerk besturen. De ouderlingen en diakanen werden gekozen uit en door de belijdende leden van de kerk (zij die belijdenis hebben gedaan en jaarlijks een financiële bijdrage leveren). De ouderlingen en diakenen beroepen (kiezen en aanstellen) ook de nieuwe predikant als de oude vertrekt. Zij zitten tijdens kerkdiensten bij elkaar in speciaal voor hen gereserveerde banken; in de huidige opstelling is dat vooraan in het noordelijk schip, dicht bij de kansel.
In de Franse tijd werd de scheiding van kerk en staat in Nederland ingevoerd. In de Staatsregeling van 1798 is bepaald dat het eigendom van kerkgebouwen per 1 mei 1798 werd gesplitst: de gebouwen werden eigendom van de kerkelijke gemeente, de kerktorens, inclusief de klokken, gingen over op de burgerlijke gemeenten (omdat die (ook) een publieke functie vervulden, er werden bijvoorbeeld dronkaards in opgesloten), zo ook die van Spijkenisse. Dit betekende o.a. dat de gemeente Spijkenisse (vanaf 2015 Nissewaard) verantwoordelijk werd voor onderhoud en restautarie van de toren. Dit is tot de dag van vandaag zo gebleven.

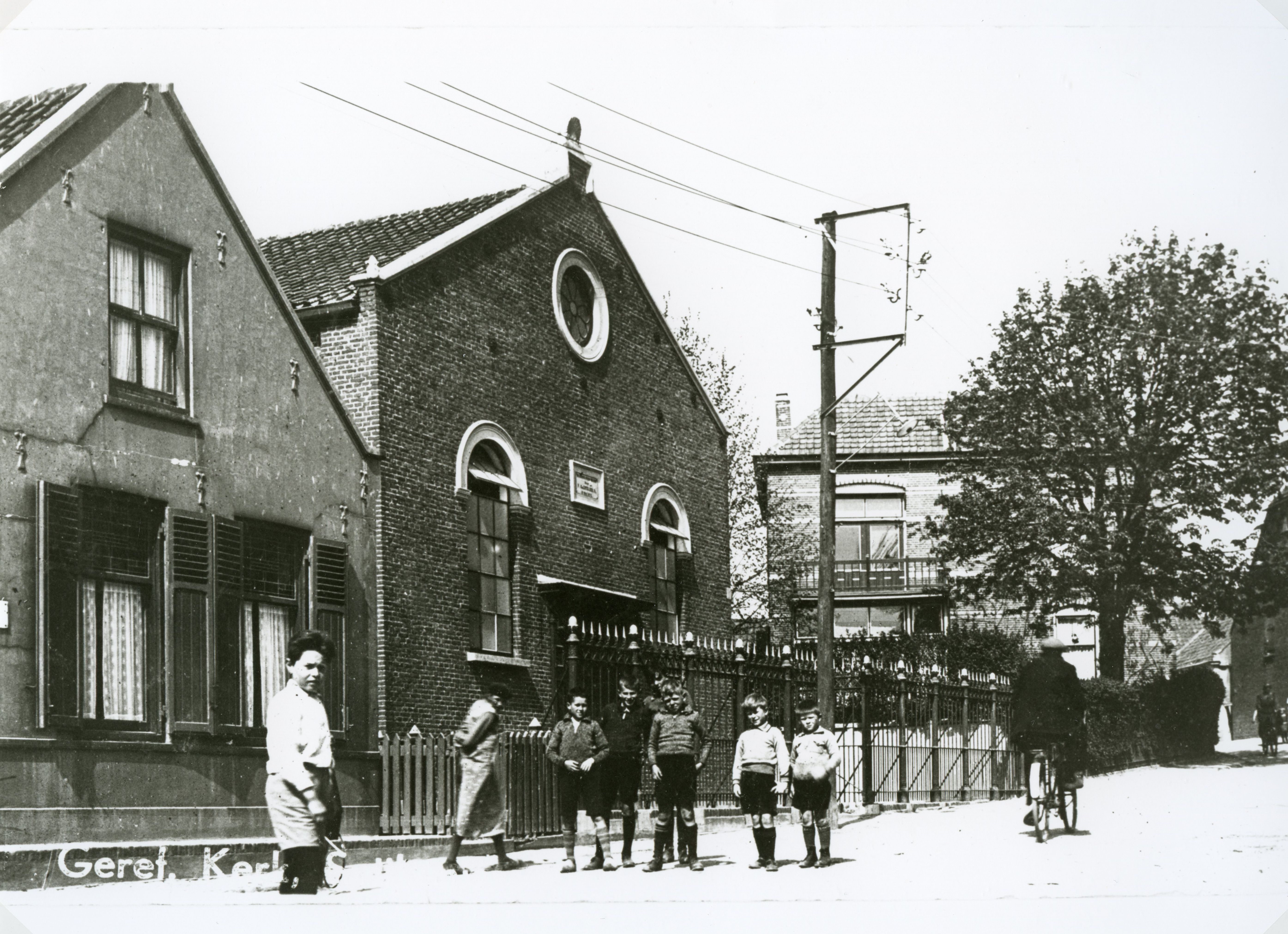
Gereformeerde kerk aan het Einde Af

Aan het einde van de 19e eeuw was er ook in Spijkenisse een kerkscheuring, met het ontstaan van de Gereformeerde Kerk; sinds 1890 hadden zij een eigen kerkgebouw aan het einde van de Voorstraat. Gedurende lange tijd heerste er een tweespalt tussen recht- (gereformeerden) en vrijzinnigen (hervormden). De scheiding betekende een gevoelige verarming voor het dorpsleven, voor het onderhoud van de kerk en voor de vele arme dorpsbewoners die ondersteund werden door de diakonie.
In 1904 werd de zondagschool opgericht. Kinderen in de lagere-schoolleeftijd kregen één uur per week les in de Bijbel en in het zingen van liederen. Aanvankelijk werden zondagschoolbijeenkomsten in de Dorpskerk zelf gehouden, tussen 1963 en 1979 in buurthuis De Repelaer, waar meerdere ruimtes waren om de verschillende leeftijdsgroepen apart les te geven. Deze lessen werden gegeven door vrijwilligers die verbonden waren aan de kerk.
Voor oudere kinderen, tussen 12 en 18, was er wekelijks catechisatie, gegeven door de predikant in de Dorpskerk zelf. Deze kinderen werden voorbereid op de belijdenis. Naast lessen in de Bijbel, werden ook andere geschriften behandeld, zoals uiteraard onderdelen van de belijdenis.

### Enkele voorgangers
De Dorpskerk heeft vele pastoors en na de Reformatie nog meer predikanten gehad. Hier alleen een kleine selectie.
Pastoors
- Petrus Zoete was de vroegst bekende zielzorger van Spijkenisse. Volgens het Geervlietse overlijdensregister overleed hij in 1300.
- Florens Jordaenszn werd in het jaar 1445-1446 als pastoor benoemd. Hij zou bijna veertig jaren pastoor blijven, tot 1483-1484, toen hij overleed.

In de verarmde parochies van na de rampspoed van 1530 en 1532 kende men pastoors, die deze naam nauwelijks waard waren. Toen bovendien in 1570 de Allerheiligenvloed ook het Putse land met groot geweld overmeesterde, was het zich net zo'n beetje herstellende Spijkenisse plotsklaps arm; de laatste pastoor verhuisde naar Nieuwenhoorn en verliet zijn parochie "als een kerkrat".
Predikanten

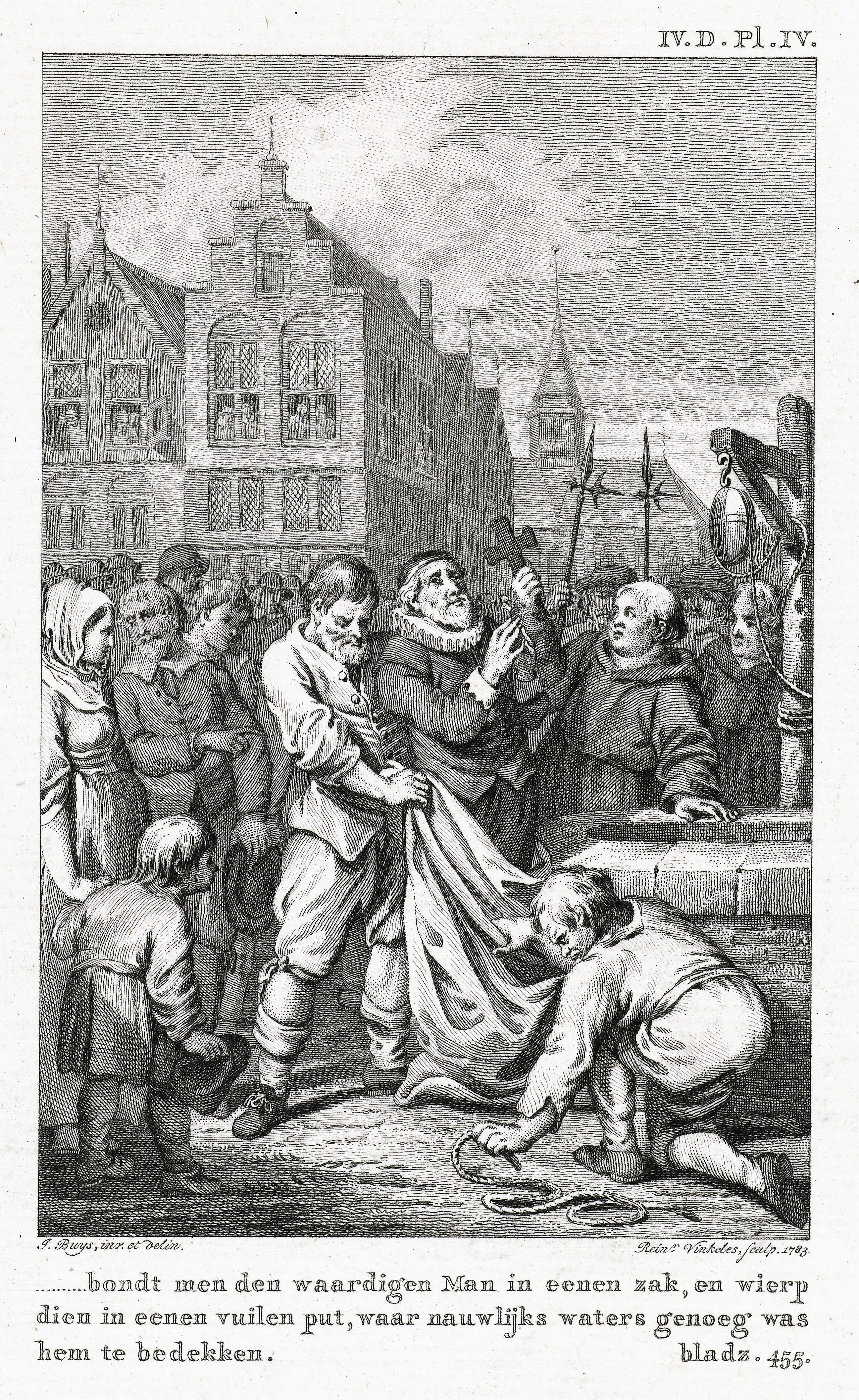
Johannes Florianus in 1585 te Brussel vermoord

In 1574 hield een van Monster geleende predikant voor het eerst een hervormde kerkdienst in de Dorpskerk. Hij deed dat vanaf de trede(n) naar het koor en bleef enkele maanden. Twee jaar later kreeg Spijkenisse weer een eigen herder en leraar, nadat de pastorie vijf jaar had leeggestaan. Doch hij en veel van zijn opvolgers waren niet veel beter dan hun voorgangers en waren dan ook allerminst onbesproken naar hun afgelegen dorp gegaan, getuige de klachten en pikante berichten over hen in de classicale aktenboeken. 
- Een uitzondering was Johannes Florianus/Blommaerts (1522 Antwerpen/4-4-1585 Beveren (Waas)), een vluchteling uit Vlaanderen. Hij was in 1582 de tweede vaste predikant in Spijkenisse. In 1560 had hij België moeten ontvluchten omdat hij "eenige stichtelijcke boexkens uyt Latijn en Francoys in onse Nederduytsche tale had over-geset". In de winter van 1582-1583 zal hij in de Spijkenisser pastorie zijn verweerschrift hebben geschreven dat in 1583 werd gedrukt in Antwerpen. In de lente van 1583 verliet hij Spijkenisse en keerde terug naar Brussel, waar hij eerder predikant was geweest. Ondanks een bedongen vrijgeleide toen Brussel in maart 1585 werd ingenomen door de Spaanse hertog van Parma (Beleg van Brussel), werd hij toch gevangen genomen en op 4 april 1585 vermoord omdat hij geen afstand wilde nemen van zijn Protestantse geloof. In Spijkenisse werd in 1932 een zangkoor naar hem genoemd: het "Blommaerts kerkkoor" en rond 1990 een straat in de nieuwe wijk Maaswijk, de Florianusstraat.
- Pas toen in april 1611 de jonge, pas aan de Leidse Universiteit afgestudeerde, David Thomasz. Boon hier predikant werd, kwam het kerkelijk leven op gang. In de ruim veertig jaren, waarin hij het lief en leed van Spijkenisse deelde, schreef hij vele honderden bladzijden in zijn boeken. O.a. over de grote dorpsbrand in juni 1648, waarna hij de volgende jaren letterlijk stad en land afreisde om geld in te zamelen voor de wederopbouw. In 1654 werd hij opgevolgd door zijn zoon Thomas Boon Davidsz.

Over hun opvolgers is weinig meer bekend dan hun namen en perioden dat zij in Spijkenisse predikant waren.

## Gebruik
Uiteraard wordt de kerk al eeuwenlang gebruikt voor christelijke erediensten: tot aan de Reformatie voor rooms-katholieke diensten, daarna voor protestantse, zowel voor de diensten op zondag en op kerkelijke feestdagen, alsook voor doopdiensten, huwelijksinzegeningen en rouwdiensten. En er werd zondagschool gehouden en catechisatie gegeven. Vanaf 1932 is de kerk de thuishaven van het Blommaerts kerkkoor.

Daarnaast is de kerk voor vele profane doeleinden gebruikt:
- Begraafplaats: ìn de kerk (totdat dat in 1829 verboden werd) en in de grond buiten de kerk werden vanaf de Middeleeuwen de doden begraven; in 1848 werd de begraafplaats aan de Vredehofstraat in gebruik genomen en gebeurde dat niet meer.
- Gevangenis: tot er in 1934 een gevangenis kwam achter het (huidige) Oude Raadhuys waren er twee cellen in de toren van de Dorpskerk. Deze zijn bij de restauratie van 1933-1934 verwijderd.
- Vanaf een luikje aan de oostzijde in de nok van de toren wappert bij feestelijke gelegenheden de vlag.

- Toevluchtsoord en opvangcentrum: 

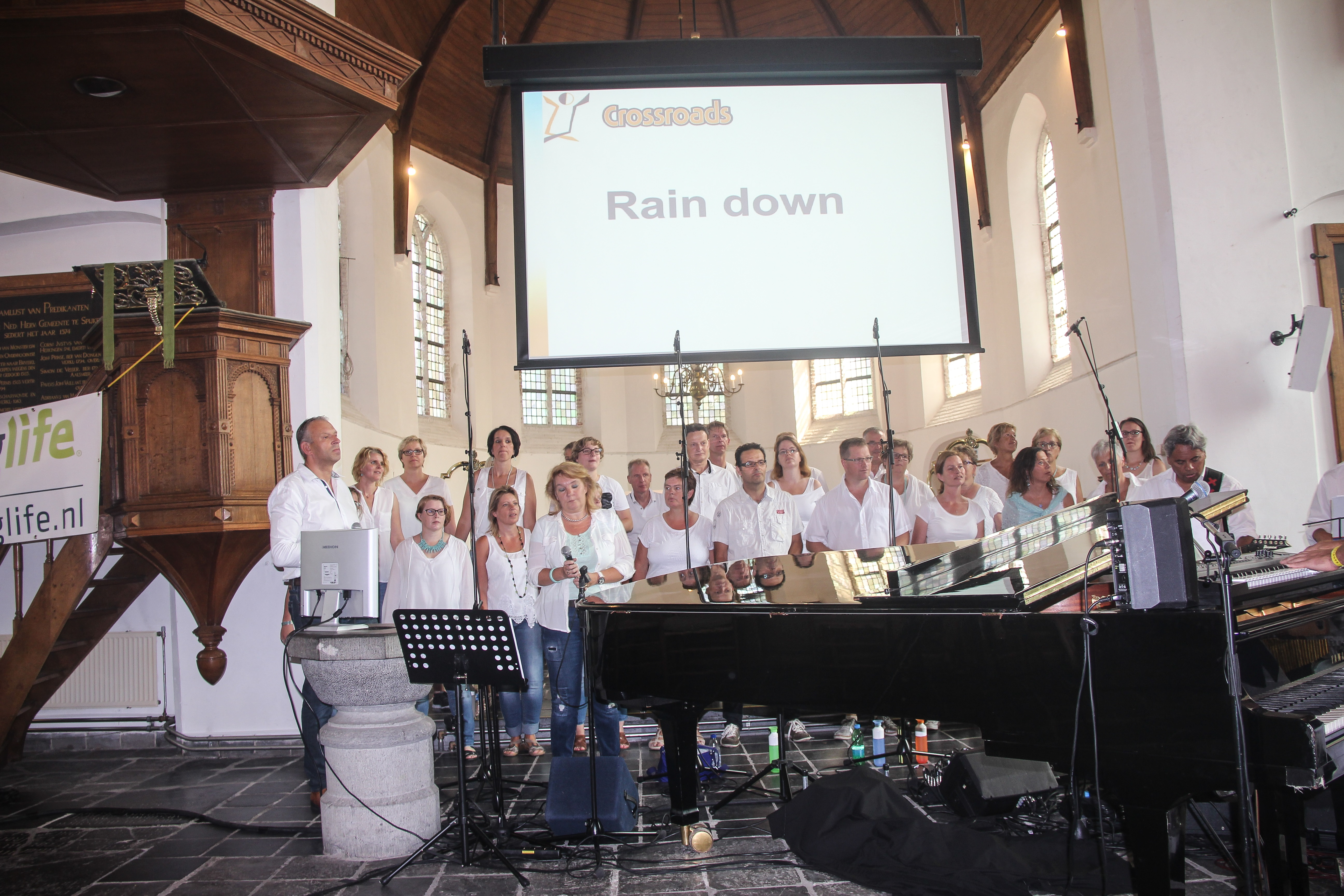
Zangkoor tijdens een optreden in de Dorpskerk in Spijkenisse

  - Op zaterdag 13 en zondag 14 juni 1648 woedde er een grote brand in Spijkenisse. 80 huizen, schuren en hooibergen langs de Voorstraat en de Kerkstraat (nu: Torenstraat) werden verwoest. De daklozen vonden onderdak in het kerkgebouw en de diakonie zorgde voor koren om de eerste nood te lenigen.
  - Gedurende de Tweede Wereldoorlog is het kerkgebouw dagelijks in gebruik: als school omdat de Duitsers het schoolgebouw hadden gevorderd, als onderduikplaats en voor een bloeiend verenigingsleven, naast de reguliere (volle) kerkdiensten.
  - In februari 1953 (Watersnoodramp) bood de kerk onderdak aan hulpverleners.[20]
- Sociëteit: de voormalige vrouwenvereniging Naomi kwam er om te breien en te kletsen[21].

Vooral na de restauratie van 1969 ook als:
- Concertzaal: voor onder andere orgelconcerten, pianorecitals, en optredens door koren.
- Tentoonstellingsruimte, bijvoorbeeld voor fototentoonstellingen over de geschiedenis van de kerk en/of Spijkenisse.

## Geraadpleegde bronnen, referenties en noten
- Baan, Jan de (1980), Spijkenisse en zijn oude kerk : monument : ontmoetingsplaats : in een groeiend delta-dorp : een overzicht na de restauratie in 1969 - herzien in 1980 / J. de Baan (samenst.). - Spijkenisse, 1980 (herz. dr).
- Don, Peter (1995), De Hervormde kerk van Spijkenisse (Publikatie-reeks nr. 8) / Peter Don. - Brielle: Stichting Streekhistorie Voorne-Putten-Rozenburg (sinds 1 maart 2019 Streekarchief Voorne-Putten,[22]), 1995.